# Expéditions maritimes de Zheng He
Les expéditions maritimes de Zheng He sont sept expéditions maritimes entreprises par la flotte de bateaux-trésors (chinois traditionnel : 宝船 ; pinyin : bǎochuán) de la dynastie chinoise Ming entre 1405 et 1433. C'est l'empereur Yongle qui donne l'ordre de construire cette flotte en 1403 et de lancer de grandes expéditions maritimes. Ce grand projet donne lieu à sept voyages maritimes de grande envergure vers les territoires côtiers et les îles de la mer de Chine méridionale, de l'océan Indien et au-delà. Pour mener à bien ces expéditions, l'empereur confie le commandement de la flotte à l'amiral Zheng He. Six de ces voyages ont lieu pendant le règne de Yongle (r. 1402-24), tandis que le septième se déroule pendant le règne de l'empereur Ming Xuanzong (r. 1425-1435). Les trois premières expéditions atteignent Calicut, sur la côte indienne de Malabar, tandis que le quatrième va jusqu'à Hormuz, dans le golfe Persique. Lors des trois derniers voyages, la flotte navigue jusqu'à la péninsule Arabique et l'Afrique de l'Est.
La flotte expéditionnaire chinoise est lourdement armée et transporte de grandes quantités de biens précieux. Pour les Ming, c'est un moyen de projeter la puissance et la richesse chinoises à travers le monde connu. Elle ramène de nombreux ambassadeurs étrangers, dont des rois et des dirigeants prêts à se déclarer tributaires de la Chine. Au cours de ses voyages, Zheng He détruit la flotte de pirates de Chen Zuyi à Palembang, prend le royaume cinghalais de Kotte du roi Alekeshvara et vainc les forces du prétendant Semudera Sekandar dans le nord de Sumatra. Les exploits maritimes chinois font entrer de nombreux pays étrangers dans le système tributaire et la sphère d'influence de l'empire Chinois par le biais de la suprématie militaire et politique. Ces États sont incorporés dans le système diplomatique chinois, sous la suzeraineté des Ming. En outre, la Chine restructure et établit son contrôle sur un vaste réseau maritime, qui permet d'intégrer la région et d'interconnecter ses pays sur le plan économique et politique.
Les expéditions maritimes de Zheng He sont commandées et supervisées par la faction des eunuques, dont l'influence politique dépend fortement des faveurs que leur accorde l'empereur. Au sein du système d'État impérial de la Chine des Ming, les lettrés sont les principaux adversaires politiques des eunuques et la faction opposée aux expéditions. Après la mort de l'empereur Yongle, ce sont eux qui prennent le dessus au sein de la bureaucratie d'État; tandis que les eunuques tombent progressivement en disgrâce et perdent l'autorité nécessaire pour mener à bien des projets de grande envergure comme les expéditions maritimes. L'arrêt des expéditions est lié au conflit entre les tenants du commerce privé et ceux du contrôle du commerce par l'État central, car les voyages permettent de mettre en avant le second au détriment du premier; ce qui provoque l'opposition des riches marchands chinois, tournés vers le commerce intérieur et terrestre.
Grâce aux voyages de Zheng He, la Chine des Ming devient la puissance navale prééminente dans le monde, en projetant sa puissance maritime plus loin au sud et à l'ouest. L'objectif réel des voyages, la taille des navires, l'ampleur de la flotte, les routes empruntées, les cartes marines utilisées, les pays visités et les cargaisons transportées font encore l'objet de nombreux débats.

## Situation avant la première expédition

### Puissance navale
Lorsqu'il monte sur le trône, l'empereur Yongle a à sa disposition une marine puissante, créée par le fondateur de la dynastie, l'empereur Hongwu,. Il renforce et développe encore plus la marine Ming, dont il veut faire l'instrument d'une politique d'expansion outre-mer,. Le Taizong Shilu, la section du Ming Shilu dédié à la courte période du règne de l'empereur Jianwen et au règne de Yongle, contient 24 courtes entrées concernant les ordres impériaux de construction navale, avec des chiffres indiquant au moins 2 868 navires construits entre 1403 et 1419. Au cours de l'année 1403, les gouverneurs des provinces du Fujian, Jiangxi, Zhejiang et Huguang, ainsi que les garnisons militaires de Nanjing, Suzhou et d'autres villes reçoivent l'ordre de commencer à construire des navires.

### Création de la flotte

L'empereur Ming Yongle, dynastie Ming (musée national du Palais)

Sous le règne de l'empereur Yongle, la Chine des Ming connait une période d'expansionnisme militariste, les expéditions des bateaux-trésors de Zheng He représentant le volet maritime de cette expansion,. En 1403, un décret impérial de Yongle donne l'ordre à Zheng He de lancer l'immense projet de construction de la flotte qu'il va utiliser pour ses expéditions,. Cette flotte est désignée dans les sources chinoises comme étant la Xiafan Guanjun (chinois : 下番官軍), ce que l'on peut traduire littéralement par « armada expéditionnaire étrangère ». Au final, elle comprend de nombreux navires de commerce, des navires de guerre et des navires dédiés au soutien logistique. La plupart des navires de la flotte sont construits au chantier naval de Longjiang,, dont l'intégralité des bateaux-trésors,. Ce chantier est situé sur la rivière Qinhuai, près de Nanjing, à l'endroit où elle se jette dans le fleuve Yangtze,. De nombreux arbres sont coupés le long de la rivière Min et du cours supérieur du Yangtsé, afin de fournir les ressources nécessaires à la construction de la flotte. Des navires existants sont également convertis en navire de haute mer pour servir dans la flotte de Zheng He, mais les seuls cas réellement documentés de ce genre de conversions sont les 249 navires commandés en 1407.
Les officiers supérieurs de la flotte, tels que Zheng He et ses associés, sont tous des eunuques de haut rang. Zheng, par exemple, avant de devenir le commandant de l'expédition, occupe le poste de grand directeur de la direction des serviteurs du Palais, un département de l'administration impériale qui est contrôlé par les eunuques. L'empereur accorde toute sa confiance à Zheng et lorsqu'il le nomme commandant de la flotte des bateaux-trésors,, il lui donne également des parchemins vierges marqués de son sceau, afin qu'il puisse donner des ordres impériaux en mer. Tous les autres officiers principaux de la flotte, tels que Wang Jinghong, Hou Xian, Li Xing, Zhu Liang, Zhou Man, Hong Bao, Yang Zhen, Zhang Da et Wu Zhong, sont également des eunuques de la cour, tous hauts-fonctionnaires. Le reste de l'équipage est recruté pour l'essentiel au sein de l'armée Ming et, pour la plupart, sont originaires du Fujian,.

### Zones visitées
Au début de chaque voyage, la flotte chinoise part du chantier naval de Longjiang, puis descend le cours du fleuve Yangtze jusqu'à Liujiagang. Une fois sur place, Zheng He organise sa flotte et fait des sacrifices à la déesse Tianfei. Au cours des quatre à huit semaines suivantes, la flotte se dirige progressivement vers son mouillage de Taiping à Changle, dans le Fujian, où elle attend l'arrivée de la mousson d'hiver, et ses vents favorables venant du nord-est, avant de quitter les côtes chinoises,,. Elle rejoint la mer en passant par le Wuhumen (lit. « passage des cinq tigres ») du fleuve Min, dans le Fujian. Une fois en mer, la flotte se rend systématiquement au port de Qui Nhon au Champa, qui est donc à chaque fois la première escale en terre étrangère de Zheng et ses hommes.
Les voyages de la flotte de Zheng se font en direction de ce que l'on appelle alors l'océan occidental (西洋), un nom dérivé d'un ancien concept géographique chinois et utilisé sous les Ming pour désigner la région maritime englobant la mer de Chine méridionale et l'océan Indien actuels. Plus être plus précis, des sources contemporaines de ces expéditions maritimes, dont le Yingya Shenglan (en), semblent indiquer que l'océan oriental se termine à Brunei et que les eaux situées à l'ouest de ce port forment l'océan occidental.
Au cours des trois premiers voyages, soit entre 1405 et 1411, la flotte suit le même itinéraire maritime de base : départ de Fujian, première escale au Champa, traversée de la mer de Chine méridionale jusqu'à Java et Sumatra, en remontant le détroit de Malacca jusqu'au nord de Sumatra pour y rassembler la flotte, traversée de l'océan Indien jusqu'à Ceylan, puis longer la côte de Malabar jusqu'à Calicut. Jusqu'en 1411 inclus, la flotte ne navigue pas plus loin que Calicut,. Au cours du quatrième voyage, le trajet de la flotte est prolongé jusqu'à Hormuz,. Au cours des cinquième, sixième et septième voyages, la flotte poursuit sa route jusqu'à la péninsule Arabique et l'Afrique de l'Est,. Lors du sixième voyage, la flotte navigue jusqu'à Calicut, puis plusieurs escadrons en sont détachés et poursuivent leur route vers divers points de la péninsule Arabique et de l'Afrique de l'Est. Lors du septième voyage, le gros de la flotte se rend à Hormuz, tandis que des escadrons sont détachés et se rendent dans des zones de la péninsule Arabique et de l'Afrique de l'Est non explorés lors du précédent voyage.

## Déroulement des expéditions
- Chronologie des voyages de Zheng He (en)

### Première expédition

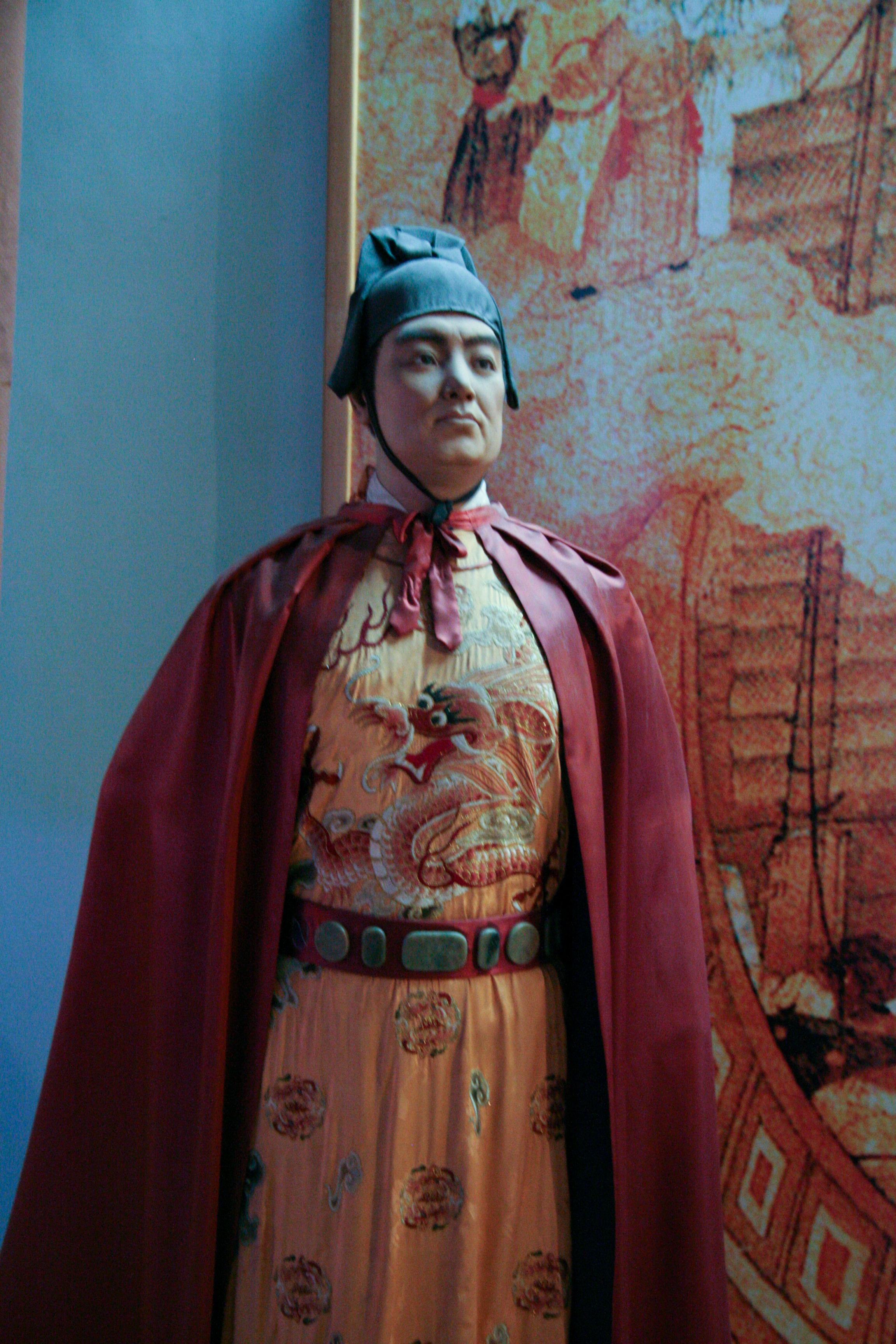
Statue de cire représentant l'amiral Zheng He (musée maritime de Quanzhou).

Au cours du troisième mois lunaire de l'an 1405, soit entre le 30 mars et le 28 avril, un ordre préliminaire est émis à l'intention de l'amiral Zheng He et de diverses autres personnes. Dans le cadre des préparatifs, ils doivent conduire 27 000 soldats vers l'océan occidental. C'est le 11 juillet 1405 qu'est rédigé un édit impérial donnant réellement l'ordre de débuter l'expédition,,. Il est adressé à Zheng He, Wang Jinghong et diverses autres personnes.
L'empereur Yongle organise un banquet pour l'équipage le soir précédant le voyage inaugural de la flotte. À cette occasion, des cadeaux sont offerts aux officiers et aux membres de l'équipage, en fonction de leur rang. Des sacrifices et des prières destinés à Tianfei, la déesse protectrice des marins, sont également effectués, dans l'espoir de garantir un voyage réussi et un trajet en toute sécurité à la flotte. À l'automne 1405, la flotte de bateaux-trésors de Zheng He est rassemblée à Nanjing et est prête à quitter la ville. Selon l'entrée du Taizong Shilu du 11 juillet 1405 concernant le départ de la flotte, Zheng et « d'autres » partent pour la première expédition en « emportant des lettres impériales (destinées) aux pays de l'océan occidental et avec des cadeaux pour leurs rois en brocart d'or, en tissus de soie à motifs et en gaze de soie colorée, selon leur statut ». La flotte fait escale à Liujiagang,, où elle est organisée en escadrons, tandis que l'équipage honore à nouveau Tianfei par des prières et des sacrifices. Ensuite, la flotte descend le long de la côte, jusqu'au mouillage de Taiping, à Changle, près du fleuve Min, où elle attend la mousson et ses vents favorables. Pendant cette attente, l'équipage procède à de nouvelles prières et à de nouveaux sacrifices pour la déesse Tianfei. Lorsque la mousson arrive, la flotte repart en passant par le Wuhumen pour rejoindre la mer de Chine,.
Lors de ce premier voyage, la flotte des bateaux-trésors passe par le Champa,,, Java,,, Malacca,, Aru,, Semudera,,, le royaume de Lambri,, Ceylan,,, Quilon, et Calicut,,. Après l'escale de Lambri, la flotte s'enfonce au cœur de l'océan Indien au lieu de suivre la côte du golfe du Bengale jusqu'à Ceylan. Trois jours après le départ de Lambri, un navire se détache de la flotte et se rend aux îles Andaman et Nicobar. Six jours après le départ de ce navire, la flotte de Zheng He arrive en vue des montagnes de Ceylan et accoste sur la côte ouest de l'ile deux jours plus tard. Le séjour de la flotte chinoise est de courte durée, car les envoyés des Yongle se heurtent à l'hostilité du souverain local, Alagakkonara. Selon Dreyer, il est possible que Zheng ait fait escale à Quilon, bien qu'aucun récit officiel ne le confirme, car le roi de Quilon voyage avec la flotte vers la Chine en 1407. Selon Mills, il est possible que la flotte ait séjourné pendant quatre mois à Calicut, de décembre à avril 1407. Ce qui est sûr, c'est qu'une fois arrivée a proximité du Cap Comorin, situé à l'extrémité sud du sous-continent indien, la flotte change de direction et commence son voyage de retour vers la Chine.
Durant ce trajet, la flotte s'arrête de nouveau à Malacca, où Zheng He et ses hommes affrontent Chen Zuyi et sa flotte de pirates à Palembang,,,. Chen est un chef pirate qui s'est emparé de Palembang quelques années auparavant,, et a pris le contrôle de la route maritime du détroit de Malacca. La bataille s’achève par la défaite des pirates et la victoire de la flotte chinoise,. Chen et ses lieutenants sont capturés, ramenés en Chine et exécutés le 2 octobre 1407, lorsque Zheng He arrive à Nankin, alors capitale de la Chine. La cour des Ming nomme Shi Jinqing « surintendant de la pacification de Palembang », ce qui permet aux Chinois d'avoir un allié à Palembang et de leur garantir l'accès à ce port important.
La flotte retourne à Nanjing le 2 octobre 1407,,. En même temps qu'elle, arrivent les envoyés des dirigeants étrangers qu'elle transporte. Venant de Calicut, Quilon, Semudera, Aru, Malacca et d'autres nations non spécifiées, ces envoyés rendent visite à la cour des Ming pour rendre hommage à l'empereur et offrir un tribut composé de produits provenant de leurs pays,,. Une fois les tribus reçus, l'empereur Yongle donne l'ordre au Ministre des Rites, dont les fonctions incluent le protocole concernant les ambassadeurs étrangers, de préparer des cadeaux pour les rois représentés par les différents envoyés.

### Seconde expédition

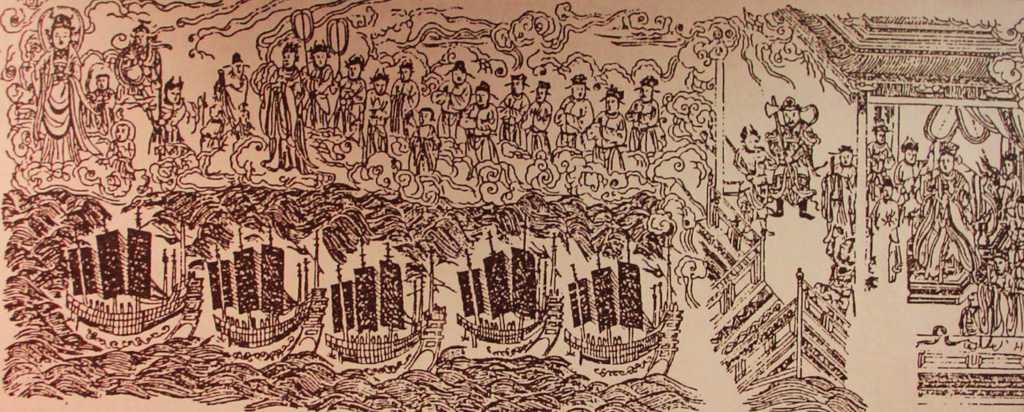
Représentation des bateaux-trésors de Zheng He extraite du Tianfei Jing (天妃經), datant de 1420 (C. Y. Tung Maritime Museum)

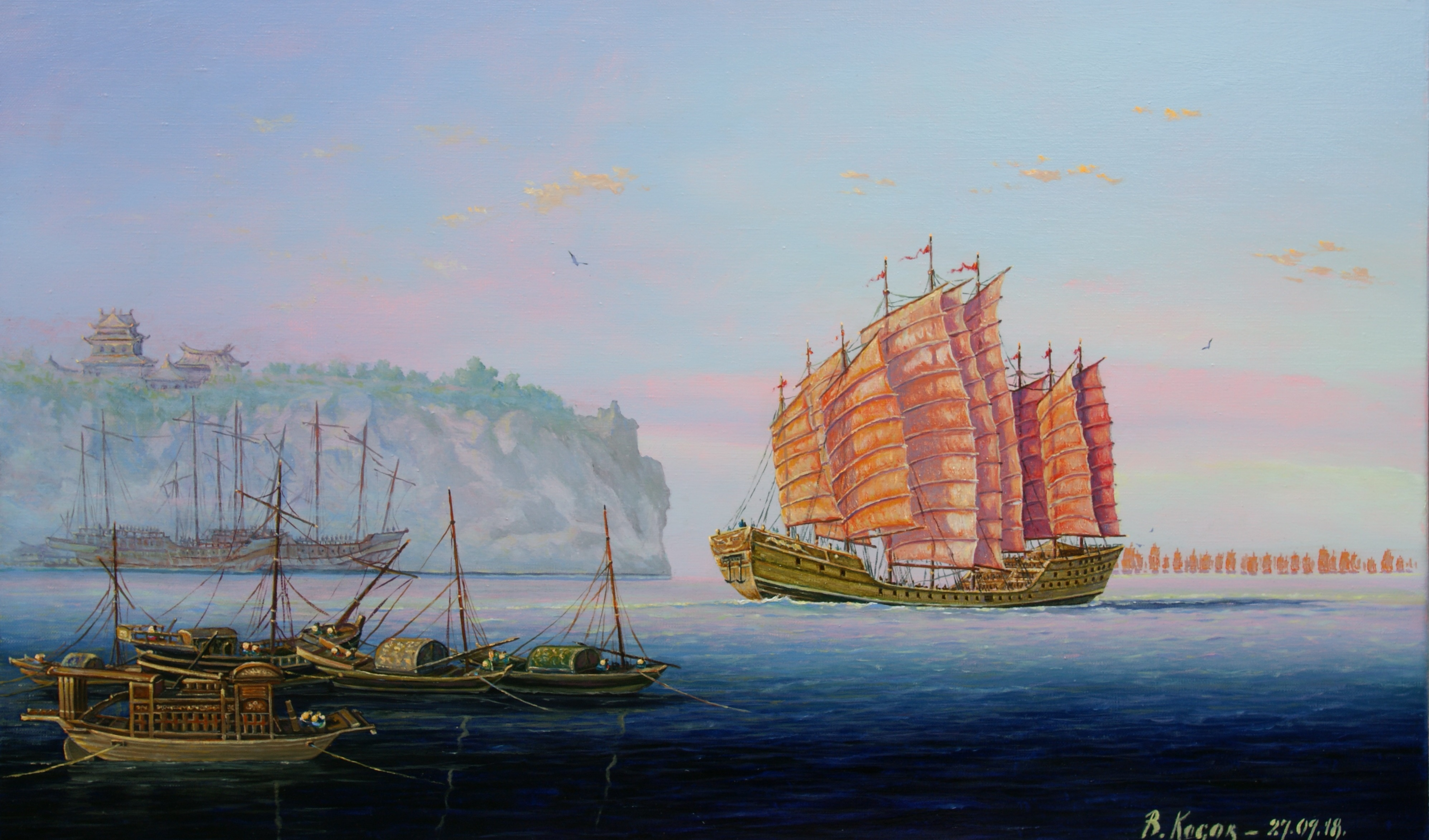
La flotte de Zheng He, peinture de Vladimir Kosov, 2018

L'édit impérial donnant l'ordre d'organiser un second voyage est rédigé en octobre 1407,,. Cet édit est adressé à Zheng He, Wang Jinghong et Hou Xian (chinois : 侯顯). Selon le Qixiuleigao (chinois : 七修類稿) de Lang Ying, Zheng, Wang et Hou sont envoyés outre-mer en 1407. Selon le Taizong Shilu, Zheng et les différents envoyés se rendent dans les pays de Calicut, Malacca, Semudera, Aru, Jiayile, Java, Siam, Champa, Cochin, Abobadan, Quilon, Lambri et Ganbali,.
Le 30 octobre 1407, un grand directeur est envoyé au Champa avec une escadre, avant que Zheng ne le rejoigne avec le gros de la flotte. La flotte proprement dite part au cours de la cinquième année du règne de Yongle, soit fin 1407 ou peut-être début 1408. Elle commence par naviguer de Nankin à Liujiagang, puis Changle. Ensuite, elle navigue vers le Champa, le Siam, Java, Malacca, Semudera, Aru et Lambri à Sumatra, Jiayile, Abobadan, Ganbali, Quilon, Cochin et Calicut en Inde. Selon Dreyer (2007), il est possible que le Siam et Java aient également été visités, soit par le gros de la flotte, soit par des escadrons de navires détachés de la flotte, avant de se regrouper à Malacca. Par contre, au cours de ce voyage, Zheng et sa flotte ne se rendent pas à Ceylan. Une fois arrivés à Calicut, les envoyés de Yongle procèdent à l'investiture officielle de Mana Vikraan comme roi de Calicut, conformément aux ordres de l'empereur de Chine,,. Une tablette est déposée à Calicut pour commémorer les relations entre la Chine et l'Inde,.
Au cours de ce voyage, les Chinois mettent fin par la force à l'inimitié existant entre la Chine des Ming et Java. En effet, lors d'une guerre civile qui a eu lieu à Java entre 1401 et 1406, le roi de Java Ouest a tué 170 membres d'une ambassade chinoise, qui avaient débarqué sur le territoire de son rival à Java Est,. Selon l'entrée datée du 23 octobre 1407 du Ming Shilu, le roi de Java Ouest envoie un émissaire à la cour Ming pour reconnaître qu'il est responsable d'avoir tué par erreur 170 soldats Ming qui avaient débarqué pour faire du commerce. Il indique également que la cour Ming répond en exigeant 60 000 liang d'or en guise de compensation et d'expiation, avertissant qu'elle enverra une armée pour punir le souverain javanais pour son crime s'il ne s'exécute pas et déclare que la situation en Annam peut servir d'exemple,. Les Chinois acceptent le paiement de l'amende et les excuses, et rétablissent les relations diplomatiques avec Java Ouest. Selon le Shuyu Zhouzilu de Yan Congjian, l'empereur Yongle a par la suite renoncé aux 50 000 liang d'or que le souverain de Java Ouest lui devait encore, car ce dernier a des remords pour son crime. Tan (2005) remarque que Zheng a soumis ce cas à l'empereur pour qu'il prenne une décision, plutôt que d'entreprendre une invasion militaire pour se venger, car il ne s'agissait pas de meurtres délibérés. Par la suite, les Chinois profitent des voyages de Zheng He pour surveiller Java.
Selon les écrits de Fei Xin, au cours de ce voyage la flotte de bateaux-trésors se rend à Pulau Sembilan dans le détroit de Malacca, pendant la septième année du règne de Yongle, soit en 1409,. Dreyer (2007) en conclut que cette escale a lieu pendant le trajet de retour du deuxième voyage, car la flotte ne prend pas la mer pour la troisième expédition avant le début de 1410. Fei écrit que « durant la septième année (du règne) de Yongle, Zheng He et ses associés ont envoyé des troupes gouvernementales sur l'île pour couper de l'encens. Ils ont obtenu six bûches, chacune de huit ou neuf chi de diamètre et de six ou sept zhang de longueur, dont l'arôme était pur et étendu. Le motif (du bois) était noir, avec de fines lignes. Les habitants de l'île ouvraient grand les yeux et tiraient la langue d'étonnement, et on leur disait : « Nous sommes les soldats de la Cour céleste, et notre puissance impressionnante est comme celle des dieux ». La flotte retourne à Nankin au cours de l'été 1409,.
Certains auteurs doutent de la présence physique de Zheng au sein de la flotte durant ce voyage et ce doute est dû au fait qu'un envoyé a pris la mer avant qu'il ne parte avec le gros de la flotte. L'édit impérial donnant l'ordre d'organiser le troisième voyage est émis au cours du deuxième voyage, alors que la flotte se trouve encore dans l'océan Indien. Par conséquent, soit Zheng est absent lorsque le décret est rédigé, soit il n'a pas accompagné la flotte au cours du deuxième voyage. De plus, le 21 janvier 1409, une grande cérémonie est organisée en l'honneur de la déesse Tianfei, où elle reçoit un nouveau titre. Duyvendak (1938) pense que Zheng ne peut pas être présent au sein de la flotte lors du second voyage, car cette cérémonie est tellement importante qu'il se doit d'y assister. Mills (1970), citant Duyvendak (1938), affirme également qu'il n'a pas accompagné la flotte pour ce voyage. Cependant, pour Dreyer (2007), les textes suggèrent fortement que Zheng est présent lors du second voyage, car le récit de Fei retraçant l'escale à Pulau Sembilan en 1409 le mentionne explicitement.

### Troisième expédition
« Immédiatement, nous avons ravagé leurs repaires et leurs cachettes, 
Et fait captif le pays tout entier, 
Ramenant à notre auguste capitale, 
leurs femmes, leurs enfants, leurs familles et leurs serviteurs, n'en laissant pas un seul, 
Nettoyant d'un seul coup ces nuisibles, comme si on vannait la paille du grain...  
Ces vers insignifiants, méritant de mourir dix mille fois, tremblant de peur...  
ne méritaient même pas le châtiment du Ciel.  
Ainsi, l'auguste empereur a épargné leurs vies, 
 et ils se sont humblement prosternés, en émettant des sons grossiers et 
 en louant la vertu du sage souverain impérial Ming. »

L'édit Impérial donnant l'ordre d'organiser la troisième expédition est émis au cours du premier mois de la septième année du règne de Yongle, soit entre le 16 janvier et le 14 février 1409,,. Il est adressé à Zheng He, Wang Jinghong et Hou Xian,.
Zheng embarque pour l'expédition en 1409. La flotte part de Liujiagang durant le neuvième mois de la même année, soit entre le 9 octobre et le 6 novembre 1409, et arrive à Changle le mois suivant, soit entre le 7 novembre et le 6 décembre,,. Elle quitte Changle durant le douzième mois, soit entre le 5 janvier et le 3 février 1410,. Comme à chaque voyage, elle passe par le Wuhumen de la rivière Min dans le Fujian. Durant cette expédition, la flotte fait escale au Champa, à Java, à Malacca, à Semudera, à Ceylan, à Quilon, à Cochin et à Calicut,,. Les navires de Zheng He arrivent au Champa en 10 jours,. Wang et Hou font de courts détours au Siam, à Malacca, à Semudera et à Ceylan. La flotte de bateaux-trésors fait escale à Galle, Ceylan, en 1410.
Pendant le voyage de retour en 1411, la flotte de Zheng affronte le roi Vijayabahu VI du royaume de Kotte de Ceylan, lors de la courte guerre Ming-Kotte,,. À cette époque, de par ses actes de pirateries, Vijayabahu VI représente une menace pour les différents pays de Ceylan et du sud de l'Inde et la navigation dans les eaux de cette zone. Lorsque les Chinois arrivent à Ceylan, ils se montrent autoritaires et méprisants envers les Cinghalais, qu'ils considèrent comme des êtres grossiers, irrespectueux et hostiles. Ils reprochent également aux Cinghalais leurs actes de piraterie contre les pays voisins, qui entretiennent des relations diplomatiques avec la Chine des Ming. À la tête d'un détachement de 2000 soldats, Zheng se rend par voie terrestre jusqu'à Kotte, Vijayabahu VI ayant réussi à les attirer sur son terrain. En agissant ainsi, il isole Zheng et ses hommes du reste de la flotte, alors à l'ancre à Colombo, tandis qu'il planifie une attaque surprise contre cette dernière,. Zheng et ses troupes ripostent en envahissant le royaume de Kotte et en s'emparant de sa capitale. L'armée cinghalaise, forte de plus de 50 000 hommes selon les sources chinoises, revient en hâte vers la capitale et l'encercle mais est vaincue à plusieurs reprises lors des combats contre les soldats chinois. Au final, Zheng et ses hommes font prisonniers Vijayabahu VI, sa famille et les principaux fonctionnaires de son gouvernement,.
Zheng retourne à Nankin le 6 juillet 1411,, et présente les captifs cinghalais à l'empereur Yongle; qui décide de les libérer et de les renvoyer dans leur pays,,. Les Chinois détrônent Vijayabahu VI en faveur de leur allié Parakramabahu VI, qui devient le roi de Kotte avec le soutien de Zheng et de sa flotte,. À partir de cette date, la flotte de bateaux-trésor peut accoster à Ceylan sans rencontrer de problèmes.

### Quatrième expédition

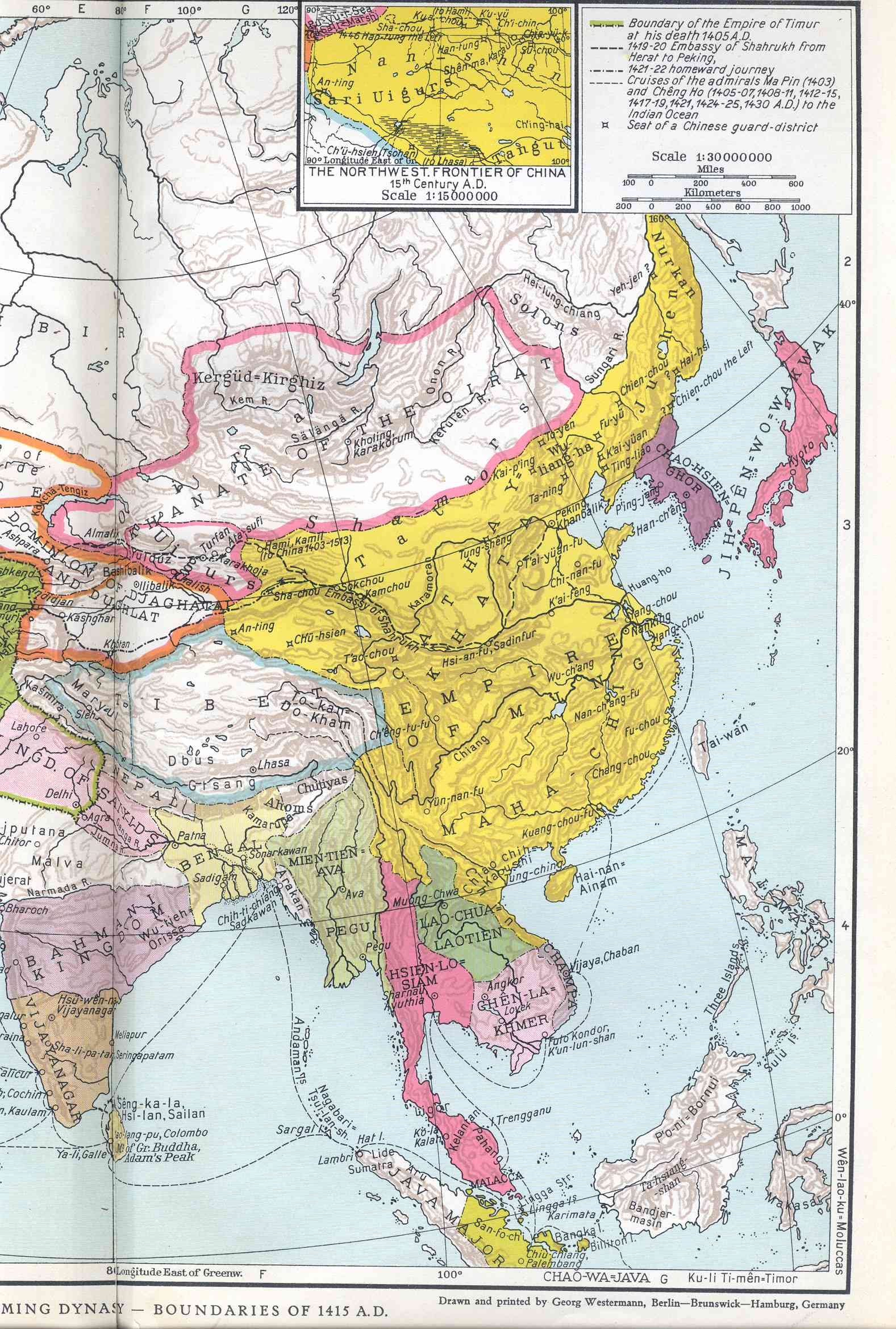
L'empire Ming (en jaune) en 1415. Carte extraite du Historical and Commercial Atlas of China (1935) d'Albert Herrmann

C'est le 18 décembre 1412 que l'empereur Yongle signe l'édit impérial donnant l'ordre d'organiser le quatrième voyage,,. L'édit est transmis à Zheng He et divers autres officiels qui reçoivent l'ordre de prendre le commandement de l'expédition,.
L'empereur assiste à un concours de tir à l'arc lors de la fête des bateaux-dragons de 1413, auquel tous les officiels chinois et les envoyés étrangers sont également invités. Duyvendak (1939) affirme que ces envoyés sont si nombreux qu'il est fort probable que l'on trouve parmi eux beaucoup de ceux que Zheng va raccompagner dans leur pays au cours du quatrième voyage, plutôt que de simples envoyés des royaumes voisins et proches. Cette expédition devant, pour la première fois, amener la flotte de bateaux-trésors à accoster dans des pays musulmans, il est donc important pour les Chinois de trouver des interprètes fiables. C'est ainsi que le lettré et interprète Ma Huan participe pour la première fois à une des expéditions de Zheng He. Une inscription de 1523 dans une mosquée de Xi'an indique que, le 4e mois de la 11e année, Zheng s'est rendu sur place pour chercher des interprètes fiables et a trouvé un homme nommé Hasan.
La flotte de Zheng quitte Nanjing en 1413, probablement à l'automne,,. Elle part de Fujian durant le 12e mois de la 11e année du règne de Yongle, soit entre le 23 décembre 1413 et le 21 janvier 1414,. Si Calicut était la destination la plus occidentale lors des expéditions précédentes, la flotte navigue bien plus loin vers l'ouest cette fois-ci. Selon le Taizong Shilu, lors de cette quatrième expédition la flotte fait escale à Malacca, Java, Champa, Semudera, Aru, Cochin, Calicut, Lambri, Pahang, Kelantan, Jiayile, Ormuz, Bila, aux Maldives et a Sunla.
La flotte fait escale au Champa,, à Kelatan, à Pahang, à Malacca,, à Palembang,, à Java,, a Lambri,, à Lide,à Aru, à Semudera,, à Ceylan,, à Jiayile (situé en face de Ceylan), a Cochin,, à Calicut,, à Liushan (ce qui correspond aux Maldives et aux îles Laquedives),, à Bila (atoll de Bitra), à Sunla (îles Chetlat) et Hormuz,. À Java, la flotte remet aux autorités locales des cadeaux et des titres de la part de l'empereur Yongle. En retour, un envoyé javanais arrive en Chine le 29 avril 1415 et offre à l'empereur un tribut composé de « chevaux occidentaux » et de produits locaux, tout en exprimant sa gratitude.
En 1415, la flotte fait escale dans le nord de l'ile de Sumatra pendant le voyage de retour. Cette région est alors gouvernée par Sekandar, qui s'était emparé du trône de Semudera en renversant Zain al-'Abidin. Or, les autorités chinoises, qui avaient formellement reconnu Zain comme étant le roi de Semudera, ne voient en Sekandar qu'un souverain autonome et illégitime, qu'elles refusent de reconnaitre. Zheng reçoit l'ordre de lancer une attaque punitive contre l'usurpateur et de rétablir Zain al-'Abidin comme roi légitime de Semudera. Sekandar réagit en levant une armée pour attaquer les soldats Ming, mais il est vaincu,. Selon les sources chinoises, il aurait attaqué l'armée de Zheng avec des « dizaines de milliers » de soldats sous ses ordres. Les troupes chinoises poursuivent l'armée en déroute de Sekandar jusqu'à Lambri, où elles capturent Sekandar, sa femme et son enfant. Le roi Zain al-'Abidin envoie par la suite en Chine une mission diplomatique chargée de verser un tribut à l'empereur, afin d'exprimer sa gratitude. Ce conflit réaffirme l'emprise de la Chine sur les États étrangers et la route maritime, en protégeant l'autorité politique locale qui protège le commerce. Sekandar est présenté à l'empereur Yongle aux portes du palais, puis exécuté. On ne sait pas exactement quand cette exécution a lieu, mais Ma affirme que Sekandar est exécuté publiquement dans la capitale juste après le retour de la flotte. Toutefois, les intentions et les crimes de Sekandar varient suivant les sources chinoises consultées. Fei Xin le décrit comme étant un faux roi qui a volé et usurpé le trône de Semudera, tandis que Ma Huan le dépeint comme quelqu'un qui a tenté de renverser le souverain, et que le Ming Shilu indique qu'il est le frère cadet de l'ancien roi et qu'il a comploté pour tuer le souverain.
Le 12 août 1415, la flotte de Zheng revient à Nankin après avoir bouclé sa quatrième expédition,,. L'empereur Yongle est absent depuis le 16 mars 1413, car il est parti pour diriger sa deuxième campagne contre les Mongols et il n'est pas encore revenu à la capitale lorsque la flotte arrive à bon port. Après l'arrivée de la flotte, des émissaires de 18 pays apportant des tributs sont envoyés à la cour des Ming.

### Cinquième expédition
L'empereur Yongle revient à Nankin le 14 novembre 1416. Le 19 novembre, une grande cérémonie est organisée, au cours de laquelle il remet des cadeaux aux princes, aux fonctionnaires civils, aux officiers militaires et aux ambassadeurs des 18 pays,. Le 28 décembre, ils y retournent pour prendre congé de l'empereur et reçoivent des habits en cadeau avant leur départ. Le même jour, l'empereur signe l'édit donnant l'ordre d'entreprendre le cinquième voyage,,, dont le but principal est de ramener les ambassadeurs et de récompenser leurs rois,.
L'édit est transmis à Zheng He et d'autres hauts-fonctionnaires, qui reçoivent donc l'ordre d'escorter les ambassadeurs jusqu'à leur pays d'origine. Ils emportent également des lettres impériales et des cadeaux à destination de plusieurs rois. Le roi de Cochin a droit à un traitement spécial, car il verse un tribut à la Chine depuis 1411 et a également envoyé des ambassadeurs pour demander un brevet d'investiture et un sceau. L'empereur Yongle accède à ses deux demandes, en lui conférant une longue inscription (prétendument composée par l'empereur lui-même) et en donnant le titre de « Montagne protectrice de l'État » à une colline de Cochin.
Zheng quitte probablement les côtes chinoises durant l'automne 1417,. Il fait d'abord escale à Quanzhou pour charger les cales des navires de la flotte en porcelaine et autres marchandises. Des fouilles archéologiques réalisées dans les régions d'Afrique de l'Est visités par la flotte de Zheng, ont permis de découvrir de nombreux objets en porcelaine chinoise. Une tablette Ming située à Quanzhou commémore un rituel exécuté par Zheng, lorsqu'il brûle de l'encens pour obtenir la protection divine pour le voyage, le 31 mai 1417,. Durant cette expédition, la flotte visite le Champa, Pahang, Java, Palembang, Malacca, Semudera, Lambri, Ceylan, Cochin, Calicut, Shaliwanni (peut-être Cannanore), Liushan (les îles Maladive et Laccadive), Hormuz, Lasa, Aden, Mogadishu, Brava, Zhubu et Malindi. Pour la partie du voyage se déroulant en Arabie et Afrique de l'Est, l'itinéraire le plus probable est Ormuz, Lasa, Aden, Mogadiscio, Brava, Zhubu, puis Malindi. Selon le Tarih al-Yaman fi d-daulati r-Rasuliya, des navires chinois atteignent les côtes d'Aden en janvier 1419 et ne quittent pas la capitale Rassoulide de Ta'izz avant le 19 mars. Les Rassoulides, à la recherche d'alliés pouvant les aider à se protéger contre le sultanat mamelouk d'Égypte, font leur soumission aux Ming et envoient des missions diplomatiques en Chine, afin de verser un tribut.
Le 8 août 1419, la flotte est de retour en Chine,,. L'empereur Yongle, qui se trouve alors à Pékin, ordonne au ministre des Rites de donner de l'argent au membres de la flotte, comme récompense. Les différents ambassadeurs arrivés avec la flotte sont reçus à la cour Ming au cours du huitième mois lunaire (du 21 août au 19 septembre) de l'année 1419,. Leur tributs comprenaient des lions, des léopards, des chameaux, des dromadaires, des autruches, des zèbres, des rhinocéros, des antilopes, des girafes et d'autres animaux exotiques, qui font tous sensation à la cour Ming.

### Sixième expédition
Selon l'entrée du Taizong Shilu datée du 3 mars 1421, les envoyés de seize pays (Ormuz et d'autres pays), reçoivent des cadeaux sous forme de papier-monnaie, de pièces de monnaie, de robes de cérémonie et de tissus, avant que la flotte des bateaux-trésors ne les escorte dans leur pays. L'ordre impérial pour organiser le sixième voyage est daté du 3 mars 1421,. Zheng He part avec des lettres impériales, du brocart de soie, du tissu en soie, de la gaze de soie et d'autres cadeaux destinés aux souverains des pays que la flotte va visiter.
Le Xiyang Fanguo Zhi de Gong Zhen fait état d'un édit impérial du 10 novembre 1421, qui donne l'ordre à Zheng He, Kong He (孔和), Zhu Buhua (朱卜花) et Tang Guanbao (唐觀保) de prendre les dispositions nécessaires pour que Hong Bao et d'autres officiels escortent les envoyés étrangers lors de leur voyage de retour dans leurs pays,. Les envoyés des 16 États différents ont, donc, été escortés jusqu'à leurs pays respectifs par la flotte chinoise. Il est probable que les premières escales de la flotte ont lieu à Malacca et dans les trois États sumatrans de Lambri, Aru et Semudera. À Semudera, la flotte est divisée en plusieurs escadrons,,. Ces escadrons se rendent tous à Ceylan, puis se séparent pour rejoindre Jiayile, Cochin, Ganbali ou Calicut dans le sud de l'Inde. De là, ils reprennent la mer pour rejoindre leurs destinations respectives, à savoir Liushan (îles Maldives et Laccadives), Hormuz dans le golfe Persique, les trois États arabes de Dhofar, Lasa et Aden, et les deux États africains de Mogadiscio et Brava. L'eunuque Zhou, probablement Zhou Man, commande un escadron qui se rend à Aden,,. Selon Ma Huan, ce sont Zhou Man et Li Xing qui se rendent à Aden. Leur escadron a peut-être aussi visité Lasa et Dhofar. Selon le Mingshi, Zheng se rend personnellement à Ganbali en tant qu'envoyé de l'empereur en 1421. Sur les douze nations visitées à l'ouest de Sumatra, c'est la seule pour laquelle on a une source indiquant explicitement que Zheng s'y est rendu en personne. Même si les navires qui le composent n'ont pas fait escale à Quilon, l'escadron en route pour Mogadiscio s'est probablement séparé du reste de la flotte au large de ce port,utilisé comme point de repère pour la navigation, pendant que la flotte principale continue sa route vers Calicut. Une grande escadrille fait ensuite route de Calicut à Hormuz, peut-être via les Laccadives.
Lors du voyage retour, plusieurs escadrons commencent par se regrouper à Calicut, puis toute la flotte est réunie un peu plus loin, à Semudera. La flotte a probablement fait escale au Siam durant le voyage de retour. La flotte arrive finalement en Chine le 3 septembre 1422,, avec à son bord des envoyés du Siam, de Semudera, d'Aden et d'autres pays, qui versent un tribut composé de produits venant de leurs différents États. Après avoir débarqué, les envoyés étrangers finissent d'arriver à Pékin par voie terrestre, ou par le Grand Canal, et arrivent à la cour impériale à Pékin en 1423.

### En poste à Nankin

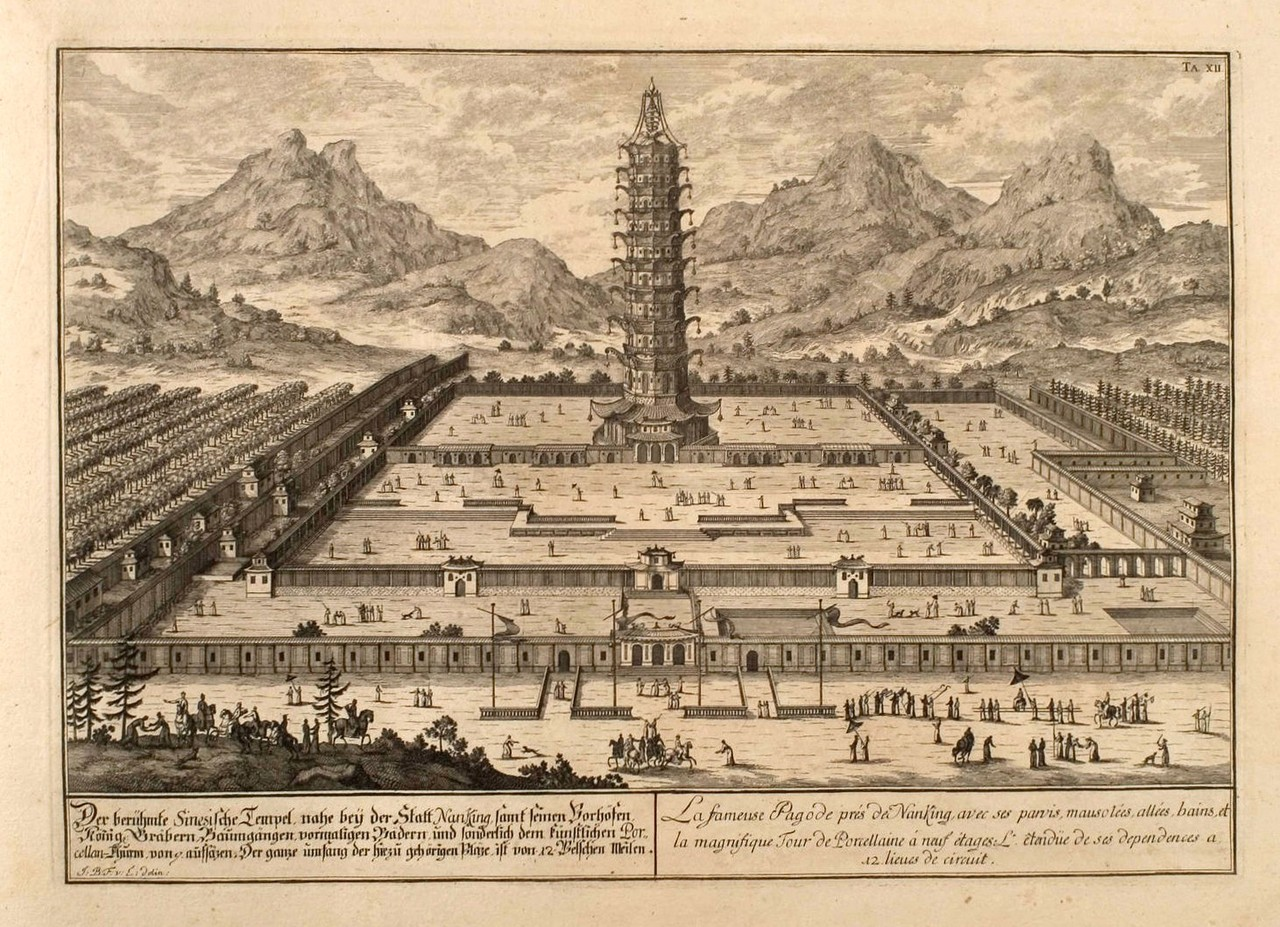
Le Bàoēn sì tel qu'il est représenté dans le livre Entwurff einer historischen Architektur (Conception d'une architecture historique) (1721) de Fischer von Erlach

Le 14 mai 1421, l'empereur Yongle ordonne la suspension temporaire des expéditions,. En effet, toute l'attention de l'empereur, et les fonds impériaux, sont tournés vers les troisième, quatrième et cinquième campagnes contre les Mongols. Entre 1422 et 1431, la flotte de bateaux-trésors reste à quai à Nankin, les soldats de l'équipage servant dans la garnison de la ville.
En 1424, Zheng He part en mission diplomatique à Palembang,,. le 12 août 1424, Yongle meurt alors qu'il revient de son ultime expédition contre les Mongols et c'est son fils Zhu Gaozhi qui monte sur le trône le 7 septembre 1424, en tant qu'empereur Ming Hongxi,. Zheng ne rentre de Palembang qu'après la mort de Yongle,,.
L'empereur Hongxi est un adversaire convaincu des expéditions maritimes, et, dès son premier jour de règne, il met un terme définitif aux voyages de Zheng. Il garde la flotte de navires-trésors, qui conserve sa désignation originale de Xiafan Guanjun, comme étant une partie de la garnison de Nankin. Le 24 février 1425, il nomme Zheng défenseur de Nankin et lui donne l'ordre de continuer à commander la flotte, qui est intégrée aux défenses de la ville.
Le 25 mars 1428, l'empereur Xuande, le fils et successeur de Hongxi, donne l'ordre à Zheng et à d'autres de superviser la reconstruction et la réparation du Bàoēn sì de Nankin. Le temple est achevé en 1431. Il est possible que les fonds nécessaires à sa construction aient été prélevés sur ceux prévus pour la septième expédition.

### Septième expédition

Itinéraire du septième voyage

Selon le Xiyang Fanguo Zhi de Gong Zhen, un édit impérial est émis par l'empereur Xuande le 25 mai 1430. Il donne l'ordre de prendre toutes les dispositions nécessaires pour que Zheng He, Wang Jinghong, Li Xing, Zhu Liang, Yang Zhen, Hong Bao et divers autres officiels de la Cour partent en mission officielle dans les pays de l'« océan occidental ». Il est adressé à Yang Qing (楊慶), Luo Zhi (羅智), Tang Guanbo (唐觀保) et Yuan Cheng (袁誠). Le 29 juin 1430, l'empereur Xuande émet un autre édit fixant les buts du septième voyage,,. Il est adressé à Zheng et aux autres personnes visées par l'édit du 25 mai. Le Xuanzong Shilu rapporte que Zheng, Wang et d'autres sont envoyés dans des pays étrangers et lointains pour amener ces derniers à la déférence et à la soumission envers la Chine. L'empereur souhaite revigorer les relations tributaires qui avaient été encouragées pendant le règne de Yongle. Avant de partir pour le septième voyage, Zheng et ses associés font graver les inscriptions de Liujiagang et de Changle.
Le Xia Xiyang contient des informations sur les dates et l'itinéraire de ce voyage. Le 19 janvier 1431, la flotte embarque à Longwan (lit. « baie du dragon ») à Nanjing,. Le 23 janvier, les navires arrivent à Xushan, une île non identifiée située dans le Yangtze, où les hommes d'équipage vont chasser,. Le 2 février, la flotte traverse le passage de Fuzi, ce qui correspond à l'actuel canal de Baimaosha,. Elle arrive à Liujiagang le 3 février,, à Changle le 8 avril, et à Fu Tou Shan, (peut-être près de Fuzhou) le 16 décembre. Le 12 janvier 1432, les navires de Zheng He passent par le Wuhumen, situé à l'entrée de la rivière Min, et arrivent à Vijaya, près de l'actuelle ville de Quy Nhơn, au Champa le 27 janvier,. Ils en repartent le 12 février et arrivent à Surabaya, à Java, le 7 mars,. La flotte lève à nouveau l'ancre le 13 juillet, et arrive à Palembang le 24 juillet, avant de repartir le 27 du même mois. Elle arrive à Malacca le 3 août et en repart le 2 septembre,. L'escale suivante a lieu à Semudera, où les navires arrivent le 12 septembre et en repartent le 2 novembre,. Ils arrivent à Beruwala, à Ceylan, le 28 novembre et en repartent le 2 décembre,,. Ils font ensuite escale à Calicut le 10 décembre, dont ils repartent le 14 décembre,. Ils arrivent à Hormuz le 17 janvier 1433 et en repartent le 9 mars,.

« Nous avons traversé d'immenses espaces aquatiques sur plus de cent mille « li », et nous avons vu dans l'océan des vagues immenses comme des montagnes s'élevant jusqu'au ciel. Nous avons vu de lointaines régions barbares, cachées dans une transparence bleue de vapeurs légères, tandis que nos voiles, déployées comme des nuages, poursuivaient jour et nuit leur course à une vitesse folle, fendant les vagues sauvages comme si nous étions sur une simple route. »

Des huit destinations mentionnées pour le septième voyage dans le Xia Xiyang, Hormuz est celle située le plus à l'Ouest. Selon le Mingshi et d'autres sources, la flotte se rend dans au moins dix-sept pays, incluant ceux déjà mentionnés dans le Xia Xiyang, lors de ce périple,. Les destinations supplémentaires rapportées dans le Mingshi sont les îles Ganbali, le Bengale, les Laccadive et les Maldives, Dhofar, Lasa, Aden, La Mecque, Mogadiscio et Brava. Selon le Xiyang Fanguo Zhi de Gong Zhen, en tout les navires font escale dans 20 pays. Selon Fei Xin, les îles Andaman et Nicobar font partie des pays visités lors de ce voyage. Il écrit que, le 14 novembre 1432, la flotte arrive à Cuilanxu, probablement la grande île de Nicobar, où elle jette l'ancre pendant trois jours en raison des vents et des vagues défavorables,. Il écrit également que les hommes et les femmes habitant cette ile rejoignent la flotte à bord de bateaux en rondins, pour échanger des noix de coco. Selon Dreyer (2007), les îles voisines d'Aru, Nagur, Lide et Lambri sont certainement visitées par quelques navires, lorsque la flotte se rend à Semudera, au nord de Sumatra.
Zheng est mentionné dans le Mingshi comme étant présent personnellement lors des visites faites aux dirigeants de Ganbali,, Lasa,, Djorfar, Mogadishu, et Brava,. Selon Dreyer (2007), la description des événements faite dans le Mengshi ne précise pas explicitement qu'il s'est rendu en personne dans ces lieux, mais la formulation pourrait indiquer qu'il l'a fait, puisqu'il est dit qu'il a transmis oralement des instructions impériales aux rois de ces pays. Il remarque qu'il est également possible que Zheng ne l'ait pas fait en personne, car la flotte n'a fait que de courtes escales à Calicut (4 jours à l'aller et 9 jours au retour), ce qui n'aurait pas laissé assez de temps pour se rendre à Ganbali par voie terrestre, à moins que l'emplacement ne fasse pas référence à Coimbatore mais à un autre endroit du sud de l'Inde. Le voyage par voie terrestre peut avoir été entrepris par quelqu'un d'autre que Zheng.
Hong commande un escadron lors du voyage vers le Bengale, dont Ma Huan fait partie. On ne sait pas exactement quand les navires de cet escadron se sont détachés du gros de la flotte, mais ils naviguent directement de Semudera au Bengale. Une fois arrivés sur place, ils se rendent à Chittagong, puis Sonargaon et finissent par rejoindre Gaur, la capitale du royaume. Ensuite, l'escadron quitte le Bengale et se rend à Calicut,. Mais lorsque les navires de Hong y arrivent, la flotte de Zheng a déjà quitté Calicut pour Hormuz. Hong remarque que des navires se préparent à partir pour la Mecque et décide d'y envoyer sept hommes de son escadron, en les faisant monter à bord de l'un d'entre eux. Il est probable que Ma fait partie des personnes qui ont visité la Mecque à cette occasion,,. Un an après leur départ, les sept hommes reviennent à Calicut avec des marchandises et des objets de valeur qu'ils ont achetés en Arabie, notamment des girafes, des lions et des autruches. Dreyer (2007) suggère que Hong pourrait également s’être rendu dans d'autres ports tels que Dhofar, Lasa, Aden, Mogadiscio et Brava.
Dreyer (2007) affirme que les pays suivants peuvent également avoir été visités par quelques-uns des navires de Zheng lorsque la flotte est passée à proximité de leurs côtes : le Siam; les États du nord de Sumatra, à savoir Aru, Nagur, Lide et Lambri, lors de la navigation vers Semudera ; ainsi que Quilon et Cochin lors du voyage vers Calicut. Selon Mills (1970), ce sont les associés de Zheng, et non Zheng lui-même, qui ont visité le Siam, Aru, Nagur, Lide, Lambri, les îles Nicobar, le Bengale, Quilon, Cochin, Coimbatore, les îles Maldives, Dhufar, Lasa, Aden, La Mecque, Mogadiscio et Brava. Enfin, Pelliot (1933) pense que des escadres se sont détachées de la flotte à Ormuz pour se rendre à Aden, dans les ports d'Afrique de l'Est et peut-être à Lasa.
Selon ce qui est écrit dans le Xia Xiyang, la flotte prend le chemin du retour en partant d'Ormuz le 9 mars 1433, et arrive à Calicut le 31 mars, avant d'en repartir le 9 avril pour traverser l'océan,. Les navires de Zheng arrivent à Semudera le 25 avril et en repartent le 1er mai,, puis à Malacca le 9 mai,. Ils atteignent l'océan Kunlun le 28 mai, et arrivent à Vijaya, ce qui correspond actuellement à la ville de Qiu Nhon, le 13 juin, avant d'en repartir le 17 juin,. On trouve dans le Xia Xiyang plusieurs observations géographiques datant de cette période. La flotte arrive à Taicang le 7 juillet,. Une note du Xia Xiyang indique que les étapes ultérieures, c'est-à-dire le voyage entre Taicang et la capitale, n'ont pas été enregistrées. Le 22 juillet 1433, les navires arrivent à Pékin,. Le 27 juillet, l'empereur Xuande remet des robes de cérémonie et des billets de banque au personnel de la flotte,.
Selon Dreyer (2007), comme la flotte principale n'est pas restée longtemps à Calicut, cela signifie probablement que les différents escadrons détachés vers d'autres ports s'y étaient déjà rassemblés pour le voyage de retour. Dreyer (2007) précise qu'ils ne se sont pas arrêtés à Ceylan ou dans le sud de l'Inde, car ils naviguent alors dans des conditions favorables et profitent d'un vent arrière avant la mousson. Ma rapporte que les différents navires qui s'étaient détachés de la flotte se sont rassemblés à Malacca pour y attendre des vents favorables à leur retour en Chine.
Zheng rentre en Chine avec des envoyés provenant de 11 pays, dont un de la Mecque. Selon ce qui est noté dans le Xuanzong Shilu, le 14 septembre 1433, les envoyés suivants se sont présentés à la cour pour verser un tribut aux Ming :
- Le roi Zain al-Abidin de Semudera a envoyé une délégation menée par son jeune frère Halizhi Han[158]
- Le roi Bilima de Calicut a envoyé une délégation menée par son ambassadeur Gebumanduluya[158]
- Le roi Keyili de Cochin a envoyé une délégation menée par son ambassadeur Jiabubilima[158]
- Le roi Parakramabahu VI de Ceylan a envoyé une délégation menée par son ambassadeur Mennidenai[158]
- Le roi Ali de Dhofar a envoyé une délégation menée par son ambassadeur Hajji Hussein[158]
- Le roi Al-Malik az-Zahir Yahya b. Isma'il d'Aden a envoyé une délégation menée par son ambassadeur Puba[158]
- Le roi Devaraja de Coimbatore a envoyé une délégation menée par son ambassadeur Duansilijian[158]
- Le roi Sa'if-ud-Din d'Hormuz a envoyé l'étranger Malazu[158]
- Le roi de « l'ancien Kayal » (Jiayile) a envoyé une délégation menée par son ambassadeur Abd-ur-Rahman[158]
- Le roi de la Mecque a envoyé une délégation menée par le chef (toumu) Shaxian[158]

## Après les voyages

### Situation a la fin de la période

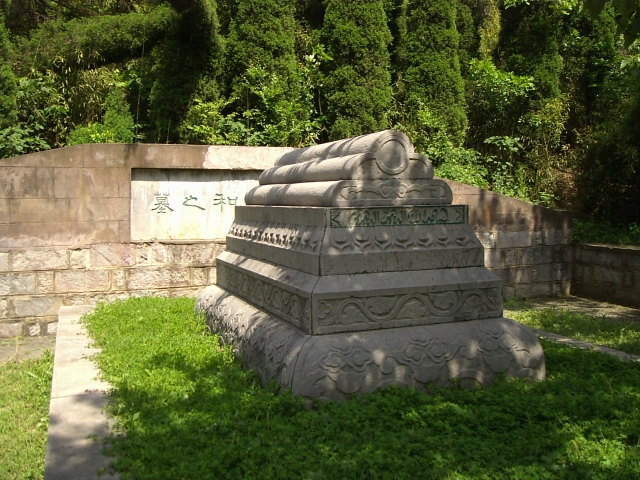
Cénotaphe de l'Amiral Zheng He a Nankin

Grâce à ces voyages, la Chine des Ming est devenue la principale puissance navale du début du 15e siècle. Ils sont, pour l'empereur Yongle un moyen d'étendre l'influence et le contrôle de la Chine sur les pays étrangers. Toutefois, en 1433, les voyages sont stoppés et la Chine des Ming se détourne des mers.
Le commerce maritime reste malgré tout florissant longtemps après l'arrêt des voyages; les navires chinois continuant de contrôler le commerce maritime de l'Asie orientale,,, mais aussi de commercer avec l'Inde et l'Afrique de l'Est. Cependant, le système tributaire impérial établis avec les pays visitées par la flotte et le monopole de l'État sur le commerce extérieur s'effondrent progressivement au fil du temps, au profit du commerce privé. Les voyages de la flotte ont été un moyen d'établir des liens directs entre la cour des Ming et les États tributaires étrangers, ce qui a permis de court-circuiter à la fois les circuits commerciaux privés et les fonctionnaires civils locaux qui contournent la politique d'interdiction de toute activité commerciale maritime mise en place par Ming Hongwu. La fin des voyages a entraîné le transfert du commerce extérieur vers le domaine des autorités locales, ce qui a encore affaibli l'autorité du gouvernement central.
Même si la noblesse et l'armée constituent une part importante de l'élite dirigeante pendant les règnes de Hongwu et de Yongle, le pouvoir politique s'est progressivement déplacé vers le gouvernement civil. Une des conséquences de ce glissement est que la faction des eunuques, principal soutien des expéditions maritimes, n'est pas en mesure de rassembler suffisamment de soutien pour lancer des projets auxquels s'opposent les fonctionnaires civils. Ces bureaucrates restent méfiants à l'égard de toute tentative des eunuques de relancer les voyages de la flotte. De plus, après le règne de Xuande, plus aucun empereur n'envisage sérieusement d'entreprendre de nouvelles expéditions. Le repli de la flotte Ming entraîne un vide du pouvoir dans l'océan Indien.

### Causes de l'arrêt des voyages
On ne sait pas exactement pourquoi les voyages ont complètement cessé en 1433. Duyvendak (1939) suggère que leur coût considérable a en partie contribué à l'arrêt des expéditions, mais Ray (1987), Finlay (1992) et Dreyer (2007) notent que lesdits coûts n'ont pas véritablement affecté le budget des Ming,,. Ray (1987) ajoute que les voyages de la flotte de bateaux-trésors sont une entreprise rentable et rejette l'idée que les expéditions ont été interrompues parce qu'elles étaient inutiles, coûteuses ou non rentables.
Même si les fonctionnaires civils éprouvent de la rancœur à l'égard des eunuques, en raison de leur nature autoritaire et de leur ingérence dans les affaires de l'État; l'hostilité qui caractérise les relations entre ces deux factions continue d'exister longtemps après la fin des voyages, lorsque les eunuques ont exercé leur pouvoir pour s'enrichir par l'extorsion et persécuter leurs détracteurs,. Selon Lo (1958) et Ray (1987), l'hostilité entre ces factions ne peut expliquer l'arrêt des voyages,. En effet, il note que Zheng He est en bons termes avec de nombreux hauts fonctionnaires et que ces derniers le respectent, tandis que Ray (1987) mentionne que les eunuques tels que Zheng He et Hou Xian sont tenus en haute estime par la cour. Les voyages sont également décrits de manière favorable dans les documents datant de cette période,.
Ray (1987) affirme que l'arrêt des voyages s'explique principalement par le fait que les commerçants et les bureaucrates, pour des raisons d'intérêt économique, et grâce à leurs relations à Pékin, ont progressivement fait disparaître le cadre qui soutenait à la fois le monopole d'État sur le commerce maritime et la stricte réglementation du commerce privé par diverses interdictions. De même, Lo (1958) affirme que des individus riches et influents ont utilisé leurs relations à la Cour Impériale pour saper les efforts visant à ramener le commerce dans le giron de l'État et éventuellement à relancer les expéditions, afin de sauvegarder leurs intérêts et par opposition de principe à toute tentative du gouvernement de s'assurer un monopole sur le commerce extérieur.

## Impact

### Buts et conséquences des expéditions

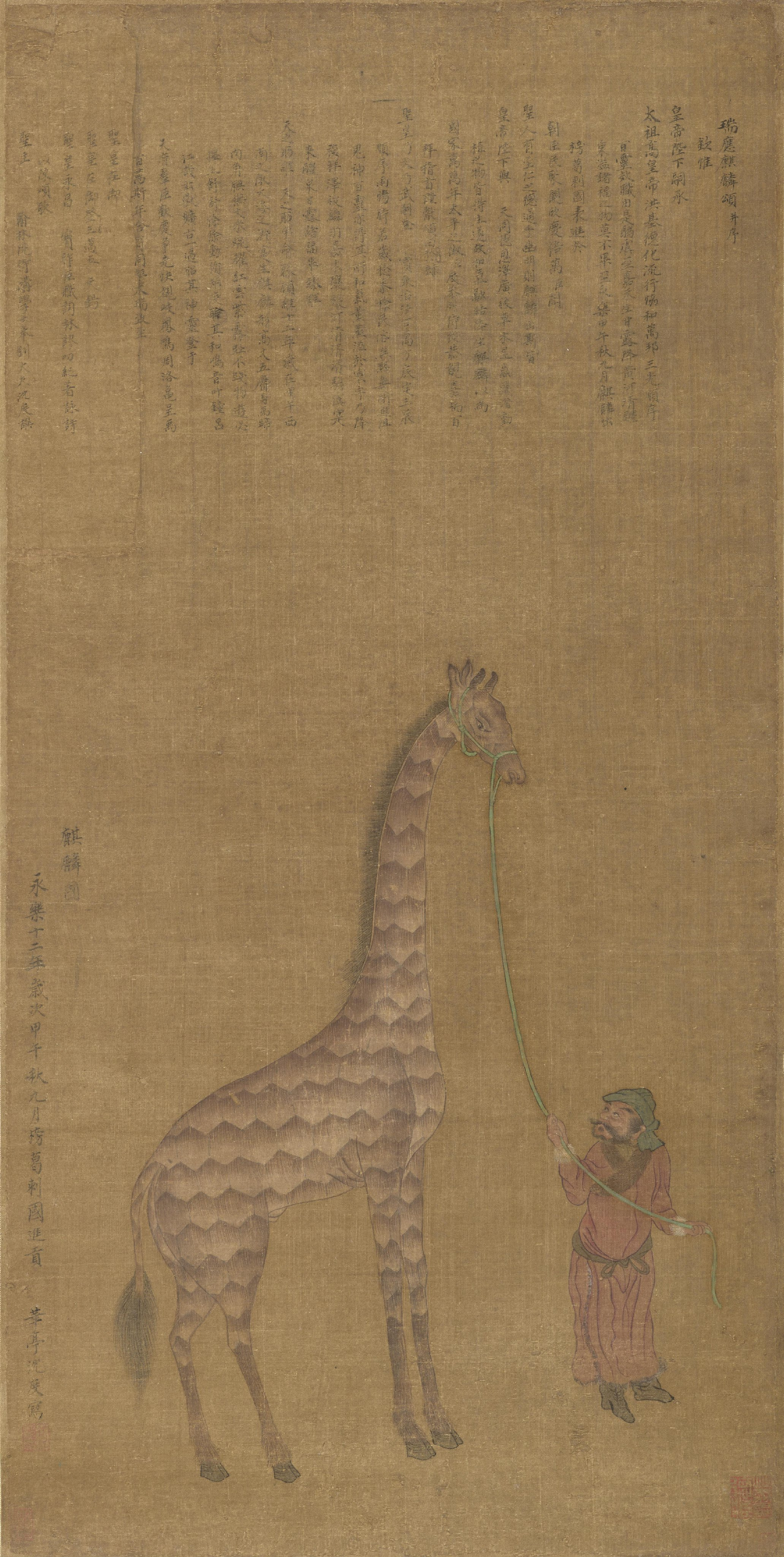
La girafe ramenée par Zheng He en 1414 qui fut qualifiée de qilin par une partie de la Cour. Peinture de Shen Du, artiste de la cour des Ming (Philadelphia Museum of Art)

Les voyages sont de nature diplomatique, militaire et commerciale,. Leur but est de permettre au pouvoir impérial de contrôler le commerce maritime,, d'intégrer ce dernier dans le système tributaire impérial et de forcer les pays étrangers à accepter ce système et à s'y conformer,,. L'aspect diplomatique comprend l'annonce de l'accession au trône de l'empereur Yongle, l'établissement de l'hégémonie sur les pays étrangers et le passage en toute sécurité des envoyés étrangers qui viennent apporter un tribut à l'empereur.
Les Chinois ne cherchent pas à contrôler des territoires, car ils sont avant tout motivés par le contrôle politique et économique de la région, ce qui implique la domination d'un vaste réseau avec ses ports et ses voies de navigation. Finlay (2008) met l'accent sur l'objectif de contrôle du commerce maritime, en considérant les voyages de la flotte de bateaux-trésors des Ming comme une tentative de concilier le besoin de commerce maritime de la Chine et l'interdiction du commerce privé par le gouvernement, soit « un déploiement du pouvoir de l'État pour aligner la réalité du commerce maritime sur une conception expansive de l'hégémonie chinoise ». Les centres commerciaux situés le long des routes maritimes restent ouverts aux non-Chinois et ne sont pas occupés physiquement par les Ming, ce dans le cadre d'un effort visant à promouvoir le commerce international. Les expéditions ne se caractérisent ni par la recherche d'un accès exclusif, ni par l'intégration forcée des richesses des pays étrangers, ce qui aurait pu se faire par le biais d'une exploitation exclusive des ressources naturelles ou humaines.
Les expéditions de Zheng He modifient l'organisation du réseau marchand maritime (en), en utilisant et en créant des nœuds commerciaux et des routes commerciales, ce qui restructure les relations et les échanges internationaux et interculturels. Ils ont un impact d'autant plus important qu'aucune autre puissance n'a exercé de domination navale sur tous les secteurs de l'océan Indien avant ces voyages. Pour prendre le contrôle des routes commerciales maritimes, les Ming promeuvent des nœuds commerciaux alternatifs. Par exemple, l'implication chinoise est un facteur crucial pour le développement de ports tels que Malacca (en Asie du Sud-Est), Cochin (sur la côte de Malabar) et Malindi (sur la côte swahilie), en tant que concurrents directs d'autres ports importants et établis, Grâce aux expéditions, la Chine des Ming intervient dans les affaires locales des États avec lesquels la flotte est rentré en contact et s'affirme à l'étranger. Les Chinois installent ou soutiennent des régimes locaux amicaux, capturent ou exécutent les rivaux des autorités locales et menacent les dirigeants locaux hostiles pour qu'ils se plient à leurs exigences. L'apparition de la flotte Ming au large des côtes d'un pays suscite et/ou intensifie la concurrence entre les factions politiques et les prétendants au pouvoir, chacun cherchant à s'allier avec les Ming.
Les expéditions maritimes chinoises permettent une intégration régionale de l'océan Indien et une plus grande circulation des personnes, des idées et des biens au niveau international. Ils permettent de favoriser les échanges entre différents pays et de permettre le développement de discussions et d'échanges cosmopolites, qui ont eu lieu dans des lieux tels que les navires de la flotte Ming, les capitales Ming de Nanjing et de Pékin, et les banquets organisés par la cour Ming pour les représentants étrangers. Des personnes de différents pays se rassemblent, interagissent et voyagent ensemble pendant que les navires de Zheng He naviguent depuis et vers la Chine des Ming. Pour la première fois de son histoire, comme le souligne Sen (2016), la région maritime allant de la Chine à l'Afrique est sous la domination d'une seule puissance impériale, ce qui permet la création d'un espace cosmopolite.
Un autre objectif des expéditions chinoises est de créer et maintenir un contrôle politique et idéologique chinois dans la région. À cet égard, les différents pays doivent reconnaître que la Chine est la puissance hégémonique dans la région, ne pas causer de problèmes avec les peuples voisins et accepter le système tributaire dans leur propre intérêt. Les souverains étrangers sont contraints de reconnaître la supériorité morale et culturelle inhérente à la Chine, une obligation qui s'exprime en rendant hommage et en présentant des tributs à la cour des Ming. Les Chinois « civilisent » les nombreux peuples étrangers en les soumettant officiellement une vision du monde centrée sur le Céleste Empire, la Chine des Ming. Au cours des voyages, l'empereur Yongle réaffirme l'hégémonie politique et culturelle de la Chine des Ming sur toutes les autres cultures. L'aspect culturel des voyages apparaît dans l'inscription de Liujiagang, qui précise que « les étrangers qui résistaient à l'influence transformatrice (genghua) de la culture chinoise et qui manquaient de respect ont été capturés vivants, et les brigands qui se livraient à la violence et au pillage ont été exterminés. En conséquence, la route maritime a été purifiée et tranquillisée et les indigènes ont pu poursuivre tranquillement leurs activités ».
La flotte est, comme le dit Mills (1970), « un instrument d'agression et de domination politique ». Elle permet de manifester la puissance et la richesse de la Chine, afin d'imposer l'hégémonie chinoise sur les terres étrangères,. Cela se concrétise par l'utilisation du drapeau des Ming et l'établissement d'une présence militaire le long des routes commerciales maritimes. Les relations diplomatiques entre la Chine et les États des régions traversées par les navires de Zheng sont basées sur un commerce maritime mutuellement bénéfique et sur la présence visible d'une force navale militaire chinoise dans les eaux étrangères. La supériorité navale de la Chine des Ming est un facteur crucial dans ce schéma, afin de décourager toute action ou initiative pouvant entrainer une réaction hostile de la part de la flotte chinoise. En outre, l'intérêt et la rentabilité de ces voyages pour les pays étrangers sont aussi un facteur de persuasion.
Il existe également une théorie, considérée comme très improbable, selon laquelle ces voyages ont été entrepris pour rechercher l'empereur Jianwen, qui a été renversé par Yongle lorsque ce dernier a pris le pouvoir,,. Cette recherche est mentionnée comme l'une des raisons des voyages dans les derniers Mingshi,. Ayant usurpé le trône, l'empereur Yongle a peut-être cherché à légitimer son règne en forçant les pays étrangers à reconnaître leur statut de tributaires, dans le cadre d'un ordre mondial dominé par la Chine des Ming,,. À cette fin, selon Wang (1998), l'intention annoncée par l'empereur Yongle de retrouver l'ancien empereur Jianwen pourrait n'avoir servi qu'à justifier publiquement les voyages; l'existence même de la flotte allant à rebours des politiques mises en place durant le règne de Hongwu et visant à interdire les actions militaires chinoises à l'étranger.
Une autre théorie veut que ces expéditions soient une réaction à l'apparition de l'Empire timouride de Tamerlan, une autre puissance asiatique et un ennemi de la Chine des Ming. Elle est également considérée comme très improbable, car après la mort de Tamerlan en 1405, les Ming n'ont jamais été attaqués directement ou indirectement par les Timourides. En effet, Chahrokh (r. 1405-1447)leur nouveau souverain, normalise les relations diplomatiques avec la Chine et est plus préoccupé par la préservation de l'unité de son État que d'entrer en conflit avec d'autres puissances.
Ces deux théories ne sont étayées par aucune source historique contemporaine.

### Politique et administration

Portrait assis de l'empereur Xuande (National Palace Museum)

Au sein de la cour des Ming, les principaux opposants aux expéditions sont la faction des fonctionnaires civils,,, qui les condamnent à cause de leur caractère extravagant et parce qu'ils les voient comme un gaspillage de ressources,. Leurs arguments ne touchent pas l'empereur Yongle, qui ne se soucie pas du coût des voyages et est déterminé à les entreprendre. Face aux fonctionnaires, les eunuques sont les principaux soutiens des expéditions et sont chargés de leur organisation, ainsi que de la flotte,,,. Traditionnellement, les fonctionnaires civils ne sont pas seulement des opposants politiques à la faction des eunuques,,, mais aussi à celle des militaires qui composent l'équipage de la flotte. Les fonctionnaires civils se retrouvent donc seuls face à deux puissantes factions bénéficiant du soutien de l'empereur. Ce désavantage politique et institutionnel au sein du système étatique a contribué à faire naitre et grandir l'opposition véhémente des bureaucrates aux expéditions de Zheng He,,.
Comme indiqué précédemment, les fonctionnaires civils critiquent les dépenses engendrées par la construction de la flotte, tandis que l'empereur est déterminé à mener à bien sa construction. Les divers projets de construction sont généralement le domaine réservé des eunuques; ce qui se vérifie pour la création de la flotte, les eunuques étant chargés de superviser sa construction, tandis que les militaires s'occupent des chantiers proprement dits.
L'opposition des fonctionnaires civils aux expéditions est aussi liée à des raisons culturelles, car le commerce et l'acquisition de biens étrangers et exotiques entre en conflit avec leur philosophie confucéenne,,,. Bref, l'existence même de la flotte et des expéditions ne reste possible que tant que les eunuques conservent les faveurs de l'empereur,.
Tout au long de son règne, l'empereur Hongwu s'est méfié des conséquences politiques et sociales que le commerce maritime pouvait entraîner,. Il a donc cherché à les restreindre en interdisant le commerce maritime privé,. Cette politique se poursuit sous le règne de Yongle,, qui cherche à consolider le contrôle impérial sur le commerce maritime, à mettre un terme à la criminalité et au désordre sur les côtes, à fournir des emplois aux marins et aux entrepreneurs, à exporter des produits chinois vers les marchés étrangers, à importer des biens désirés pour les consommateurs chinois, à étendre le système tributaire et à afficher la majesté impériale sur les mers. Dans ce cadre, les expéditions de Zheng He jouent le rôle de commissions commerciales, appuyant les tentatives du gouvernement de réglementer le commerce maritime en établissant un monopole impérial sur celui-ci et en l'incorporant dans le système tributaire. Dreyer (2007), émet l'hypothèse que les expéditions s'inscrivent dans une forme de politique étrangère globale, comprenant un commerce extérieur élargi à une zone la plus vaste possible et soutenu par une forte présence militaire navale tout en cultivant les convergences d’intérêts avec les alliés locaux.
L'intérêt de l'empereur pour les expéditions maritimes est à son apogée durant la période couvrant les trois premiers voyages, mais après avoir déménagé la capitale à Pékin, il s’intéresse davantage à ses campagnes militaires contre les Mongols. Lors du quatrième voyage, il s'intéresse à l'expansion des activités commerciales et diplomatiques chinoises en Asie de l'Ouest, ce qui explique pourquoi les Chinois recherchent et embauchent des interprètes maitrisant le persan et l'arabe, tels que Ma Huan et Guo Chongli, pour accompagner la flotte. Après le transfert de la capitale de Nankin à Pékin, les empereurs et les fonctionnaires accordent de moins en moins d'attention au sud et aux voyages maritimes. L'empereur Hongxi souhaite revenir sur le transfert de la capitale opéré par son prédécesseur, mais il meurt le 29 mai 1425 avant d'avoir pu le faire,. L'empereur Xuande lui succède et reste à Pékin. Dreyer (2007) pense que les perspectives des voyages auraient été meilleures si la capitale avait été relocalisée à Nankin, car la cour aurait été proche des lieux d'où partent les expéditions et des chantiers navals de Longjiang où la plupart des navires sont construits.
Le ministre des finances, Xia Yuanji, est un fervent opposant aux voyages de la flotte de Zheng,,. L'empereur Hongxi s'y oppose également tout au long de son règne et, suivant les conseils de Xia, il ordonne l'arrêt des expéditions maritimes le 7 septembre 1424, jour de son accession au trône. Lorsque l'empereur Xuande succède à Hongxi, il donne l'ordre d'organiser un septième voyage, en allant à l'encontre de l'opinion générale de la cour. Cet empereur s'appuyait sur les eunuques pendant son règne, alors que l'empereur Hongxi s'était appuyé sur les fonctionnaires civils.
Après 1433, les fonctionnaires civils réussissent à mettre un terme définitif aux expéditions maritimes. Les navires sont laissés à l'abandon et leur bois est vendu comme combustible à Nankin. Les marins sont réaffectés au chargement des céréales sur les barges du Grand Canal et à la construction du mausolée de l'empereur. Après ces voyages, les empereurs Ming suivants rejettent la politique de l'empereur Yongle visant à intégrer le commerce maritime dans le système tributaire. Les politiques conservatrices anti-commerciales du gouvernement chinois contribuent à l'essor du commerce privé, ce qui conduit à l'émergence et à la croissance de réseaux multinationaux dirigés par de puissantes familles.

### Personnel et organisation

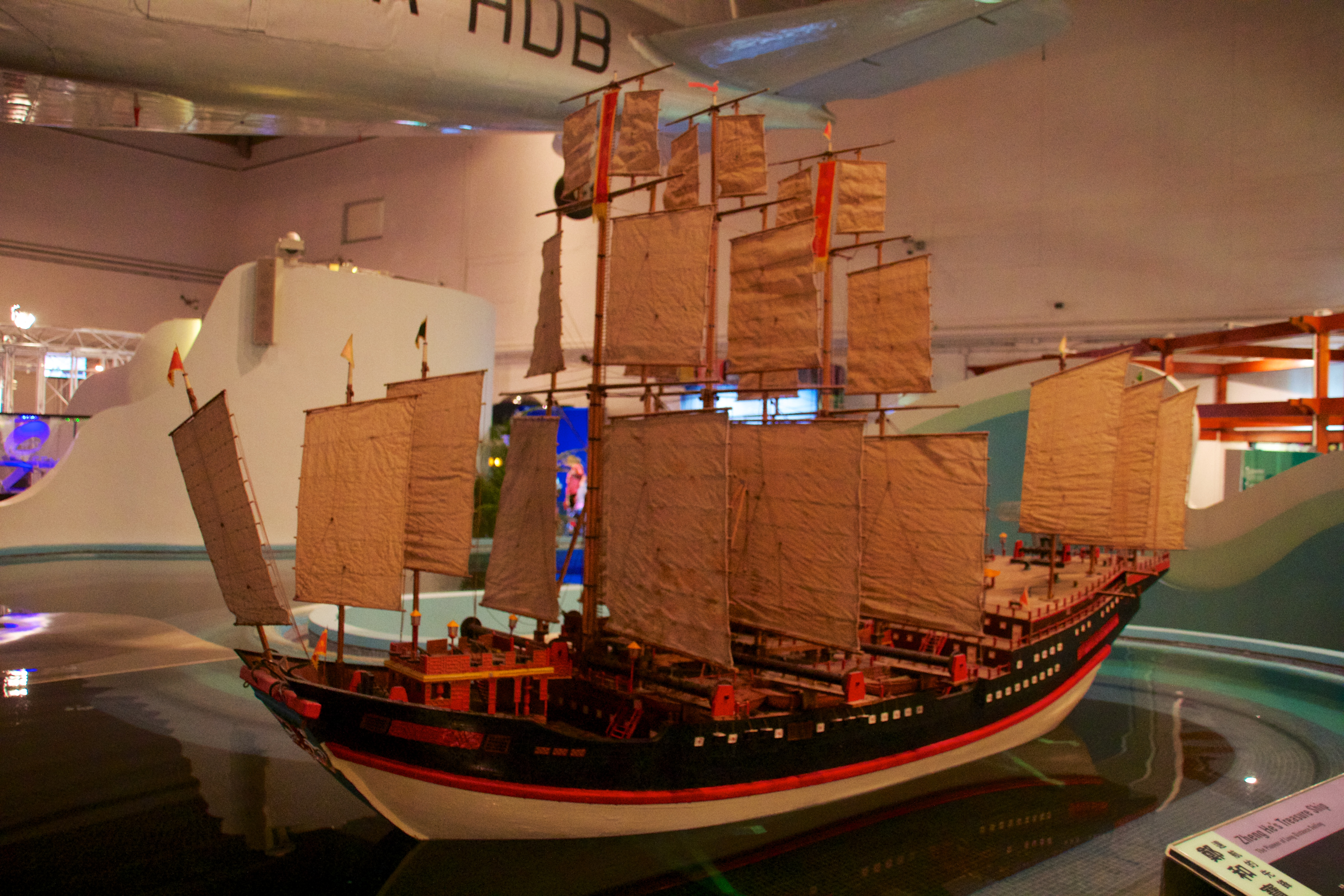
Modèle de bateau-trésor de Zheng He, musée des sciences de Hong Kong.

La flotte des bateaux-trésors chinois se compose d'une grande variété de navires, chacun remplissant une fonction bien précise,. Les bateaux-trésors proprement dits sont les plus grands de la flotte et fonctionnent, selon Finlay (2008), comme « un emporium offrant une multitude de produits ». Leur équipage est composé d'environ 500 hommes selon Mills (1970), ou d'au moins 600 hommes selon Finlay (1992). Ma Huan mentionne que les commerçants présents sur les bateaux-trésors utilisent des navires plus petits (小船 xiaochuan) pour aller à terre. Selon Church (2005), il est vraisemblable que pendant que les marchands utilisent les Xiaochuan, les plus grands navires restent ancrés dans le port. Dans ses écrits, Gong Zhen mentionne des navires spécifiquement destinés à transporter de l'eau.
Selon ce qui est inscrit sur la stèle de Liujiagang, Zheng He (chinois : 鄭和) et Wang Jinghong (chinois : 王景弘) sont les deux émissaires les plus importants. Elle mentionne également l'existence de plusieurs émissaires adjoints, à savoir Zhu Liang (chinois : 朱良), Zhou Man (chinois : 周滿), Hong Bao (chinois : 洪保), Yang Zhen (chinois : 楊真), et Zhang Da (chinois : 張達). La stèle de Changle reprend ces éléments, mais rajoute Li Xing (chinois : 李興) et Wu Zhong (chinois : 吳忠) dans la liste des émissaires adjoints. Tous les émissaires mentionnés dans les deux stèles ont le rang de Grand Directeur, à l'exception de Zhang Da qui a le rang de Premier Directeur-Adjoint sur la stèle de Liujiagang et celui de Grand Directeur sur celle de Changle. En outre, cette dernière mentionne la présence de Zhu Zhen (chinois : 朱真) et Wang Heng (chinois : 王衡), tous deux ayant le rang de brigadier,. Ces personnes et d'autres non nommées sont mentionnées sur les stèles respectives comme étant ceux qui l'ont composé. La stèle de Changle mentionne également que c'est le prêtre taoïste Yang Yichu (chinois : 楊一初) qui a demandé que ladite stèle soit érigée.
De manière générale, on trouve au sein de la flotte sept Grands Directeurs (taijian) - qui servent d'ambassadeurs et de commandants de la flotte - et dix Directeurs-Adjoints (shaojian),. Tous sont des eunuques. Zheng He est l'un des grands directeurs. Au total, 70 eunuques commandent la flotte. Viennent ensuite deux brigadiers (du zhihuishi), 93 capitaines (zhihuishi), 104 lieutenants (qianhu) et 103 sous-lieutenants (bohu),,. Il y a également 180 membres du personnel médical, un directeur du bureau du Ministère des Finances, deux secrétaires, deux officiers du Protocole de la Cour d'État, un officier astrologue et quatre astrologues,. Le personnel comprend également des juges de la garde (wei zhenfu) et des juges des bataillons (suo zhenfu). Enfin, on trouve des officiers subalternes (qixiao ou quanxiao), les membres du « corps des braves » (yongshi), les membres du « corps des puissants » (lishi), des militaires (appelés guanjun, « soldats officiels », ou qijun, « soldats du drapeau »), des membres d'équipage surnuméraires (yuding), des bateliers (minshao), des acheteurs (maiban) et des greffiers (shushou),. Différents chefs religieux de différentes confessions, telles que le bouddhisme, l'hindouisme et l'islam, sont également présents au sein de la flotte.
Le Xia Xiyang de Zhu Yunming recense le personnel suivant : officiers et sous-officiers (guanxiao), soldats (qijun), (ces officiers et soldats sont cités dans Dreyer, pas dans Mills) chefs de mess (huozhang), timoniers (tuogong), ancreurs (bandingshou), interprètes (tongshi), chefs d'entreprise (banshi), comptables (susuanshi), médecins (yishi), matelots affectés aux ancres (tiemiao), calfats (munian), voiliers (dacai), matelots (shuishou) et bateliers (minshaoren),.
Pour le premier voyage, la flotte compte 27 800 ou 27 870 hommes d'équipage,; répartis entre 317 navires,,, dont 62 bateaux-trésors,. Selon d'autres sources, il y aurait eu 63 bateaux-trésors et non 62.
En effet, selon le Mingshi, lors du premier voyage, la flotte compte 62 bateaux-trésors pour un équipage de 27 800 hommes; tandis que le Guoque de Tan Qian mentionne 63 navires et un équipage de 27 870 personnes pour le même voyage. Selon le Zuiweilu, ce sont 37 000 hommes qui ont participé au premier voyage, mais il s'agit probablement d'une erreur. On trouve dans le Taizong Shilu la mention de 2 ordres impériaux destinés aux gardes de Nankin, qui est encore, à cette date, la capitale de la Chine, et portant sur la construction de navires. Le premier, daté du 4 septembre 1403, concerne la construction de 200 navires (海運船 haiyunchuan); et le second, daté du 1er mars 1404, celle de 50 navires (海船 haichuan) supplémentaires. Le texte n'indique pas dans quel but ces 250 navires ont été construits. Dans son Shuyu Zhouzilu, Yan Congjian confond ces deux ordres avec un autre ordre impérial, concernant la construction de 250 navires spécifiquement pour les voyages vers l'océan Occidental. Le Taizong Shilu fait également état d'un ordre impérial du 2 mars 1404 destiné au Fujian et concernant la construction de cinq navires (haichuan) pour les voyages vers l'océan Occidental. À ces 255 navires, il faut rajouter les 62 bateaux-trésors, ce qui donne une flotte de 317 navires pour le premier voyage,.
Pour le second voyage, il semble que la flotte de Zheng He se compose de 249 navires,. En effet, selon le Taizong Shilu, le 5 octobre 1407 Wang Hao reçoit l'ordre de superviser la conversion de 249 navires, afin de préparer des ambassades destinées aux pays de l'océan Occidental. Cette date est proche de celle à laquelle l'empereur donne l'ordre d'organiser le second voyage, et il est donc probable que la flotte soit composée de ces 249 navires. Contrairement au premier voyage, les sources d'époque ne nous permettant pas de connaître le nombre de bateaux-trésors ni le personnel, qui participent à cette expédition.
Pour le troisième voyage, le Xingcha Shenglan de Fei Xin indique que la flotte compte 48 haibo (chinois : 海舶) et un équipage de plus de 27 000 personnes. Dreyer (2007) affirme que lorsque Fei utilise le terme « haibo », il fait probablement référence uniquement aux bateaux-trésors. En effet, le Shuyu Zhouzilu de Yan et le Shuyuan Zaji de Lu Rong utilisent le terme explicitement le terme bǎochuán, soit « bateaux-trésors », lorsqu'ils mentionnent ces 48 navires. De plus, on trouve dans le Taizong Shilu la mention d'un ordre impérial émis le 14 février 1408 pour la construction de 48 bateaux-trésors et destiné au ministère des Travaux à Nankin. Il s'agit peut-être des 48 bateaux-trésors du troisième voyage. Dreyer (2007) affirme que la flotte dispose probablement d'un nombre non divulgué de navires de soutien en plus des 48 bateaux-trésors.
Selon le Yingya Shenglan de Ma, ce sont 63 bateaux-trésors qui participent au quatrième voyage. Comme pour le troisième voyage, Dreyer (2007) pense que ces navires sont probablement accompagnés par des navires de soutien. L'équipage de la flotte est composé de 28 560, ou 27 670 hommes. En effet, si dans son Xingcha Shenglan Fei Xin fait état d'un effectif de 27 670 hommes participant à ce voyage, une autre source mentionne 28 560 hommes.
Il n'y a pas de données sur le nombre de navires et le personnel participant au cinquième voyage,.
Le 2 octobre 1419, une commande pour la construction de 41 bateaux-trésors est envoyée à un constructeur naval dont l'identité reste inconnue. Il est possible que Zheng ait utilisé ces navires pour le sixième voyage. La plupart des spécialistes concluent que ces navires ont probablement été utilisés pour le sixième voyage, mais que de nombreux autres navires au trésor ont déjà été construits ou sont en cours de construction à ce moment-là. Il n'existe aucun chiffre précis concernant les navires ou le personnel du sixième voyage. La flotte de Zheng He a probablement utilisé plusieurs douzaines de navires du trésor, chacun accompagné d'une demi-douzaine de navires de soutien.
Pour le septième voyage, les inscriptions de Liujiagang et de Changle parlent de plus d'une centaine de grands navires (巨舶 jubo). Selon Dreyer (2007), cette centaine de navires comprend probablement la plupart des bateaux-trésors restants, qui sont probablement accompagnés de navires de soutien. On trouve dans le Xia Xiyang les noms de plusieurs navires : Qinghe (chinois : 清和 ; litt. « pure harmonie »), Huikang (chinois : 惠康 ; litt. « doux repos »), Changning (chinois : 長寧 ; litt. « tranquillité durable »), Anji (chinois : 安濟 ; litt. « traversée paisible »), et Qingyuan (chinois : 清遠 ; litt. « pure distance »). La même source indique qu'il y a aussi des navires désignés uniquement par un numéro de série. La flotte dispose d'un personnel de 27 550 hommes pour le voyage,.

### Aspect militaire des expéditions
Avant les voyages, les mers proches des côtes chinoises et les régions maritimes lointaines de l'Asie du Sud-Est sont en proie à des troubles caractérisés par la piraterie, le banditisme, le commerce d'esclaves et autres activités illicites. La flotte de Zheng he dispose d'un grand nombre de navires de guerre pour protéger sa précieuse cargaison et sécuriser les routes maritimes. Elle permet d'établir une présence militaire chinoise significative autour de la mer de Chine méridionale et des villes commerçantes du sud de l'Inde. Les premières étapes des voyages sont caractérisées par des objectifs hautement militaristes, car les Chinois stabilisent les voies maritimes en luttant contre divers adversaires, tout en renforçant leur propre position et en maintenant leur statut dans la région. Bien que Zheng He navigue accompagné d'une force militaire plus importante et plus forte que celles à la disposition de n'importe quelle puissance locale, il n'existe aucune preuve écrite dans les sources historiques indiquant que les Chinois aient tenté de contrôler par la force le commerce maritime dans les régions de la mer de Chine méridionale et de l'océan Indien. Dreyer (2007) ajoute que la grande flotte chinoise doit tout de même être une « apparition terrifiante », lorsqu'elle se trouve à portée de vue le long des côtes des nations étrangères, amenant tout État à se soumettre à sa seule vue. À partir du quatrième voyage, la flotte s'aventure plus loin que sa destination finale habituelle de Calicut ; mettant le cap vers des terres éloignées où les risques de déclencher/subir des hostilités sont moindres.
La flotte a combattu et vaincu la flotte de pirates de Chen Zuyi à Palembang, l'armée d'Alakeshvara à Ceylan et les troupes de Sekandar à Semudera, apportant une certaine sécurité et stabilité aux routes maritimes dans ces régions. Ces différentes puissances sont alors considérées comme étant des menaces dans leurs régions respectives et ces batailles sont autant de démonstration de force de la Chine des Ming destinées aux pays situés le long des routes maritimes.
Sur la côte de Malabar, les cités de Calicut et Cochin sont en proie à une rivalité intense lorsque la flotte arrive dans la région, si bien que les Ming décident d'intervenir en accordant un statut spécial à Cochin et à son souverain Keyili (chinois : 可亦里), afin d'apaiser la situation. Lors du cinquième voyage, Zheng est chargé de transmettre un sceau à Keyili et de conférer à une montagne de son royaume le titre de Zhenguo Zhi Shan (chinois : 鎮國之山 ; litt. « Montagne qui protège le pays »). Il remet au dirigeant de Cochin une tablette de pierre sur laquelle est inscrite une proclamation composée par l'empereur Yongle. Tant que la cité de Cochin reste sous la protection de la Chine des Ming, le Zamorin de Calicut ne peut pas envahir Cochin, de crainte des représailles chinoises, ce qui évite tout conflit militaire. Mais, dès l'arrêt des voyages de la flotte Ming le Zamorin de Calicut envahit Cochin.
À Malacca, les Chinois cherchent activement à développer un nœud commercial et une base d'opération pour les voyages dans l'océan Indien. Malacca est alors une région relativement insignifiante qui, selon Ma Huan et Fei Xin, ne peut même pas être considérée comme une entité politique avant les voyages et est un vassal du Siam. En 1405, la cour des Ming envoie Zheng à Malacca avec une tablette de pierre conférant un titre à la montagne occidentale de Malacca ainsi qu'un ordre impérial élevant le statut du port au rang de pays. Les Chinois établissent également un dépôt gouvernemental (chinois : 官廠), qui sert de cantonnement fortifié à leurs soldats. Il sert surtout d'entrepôt destiné à la flotte, lorsque cette dernière se déplace et se rassemble avant de partir vers d'autres destinations. Ma rapporte que, à la suite de l'installation des Chinois à Malacca, le Siam n'ose pas envahir la nouvelle cité. En 1411, le roi Parameswara de Malacca verse un tribut à l'empereur chinois en personne, et ses successeurs en font de même. En 1431, lorsqu'un représentant de Malacca se plaint que le Siam entre les envois de tribut à la cour des Ming, l'empereur Xuande envoie Zheng porter un message menaçant au Roi siamois : « Vous, roi, devriez respecter mes ordres, développer de bonnes relations avec vos voisins, examiner et instruire vos subordonnés et ne pas agir de manière imprudente ou agressive ».

### Diplomatie et commerce

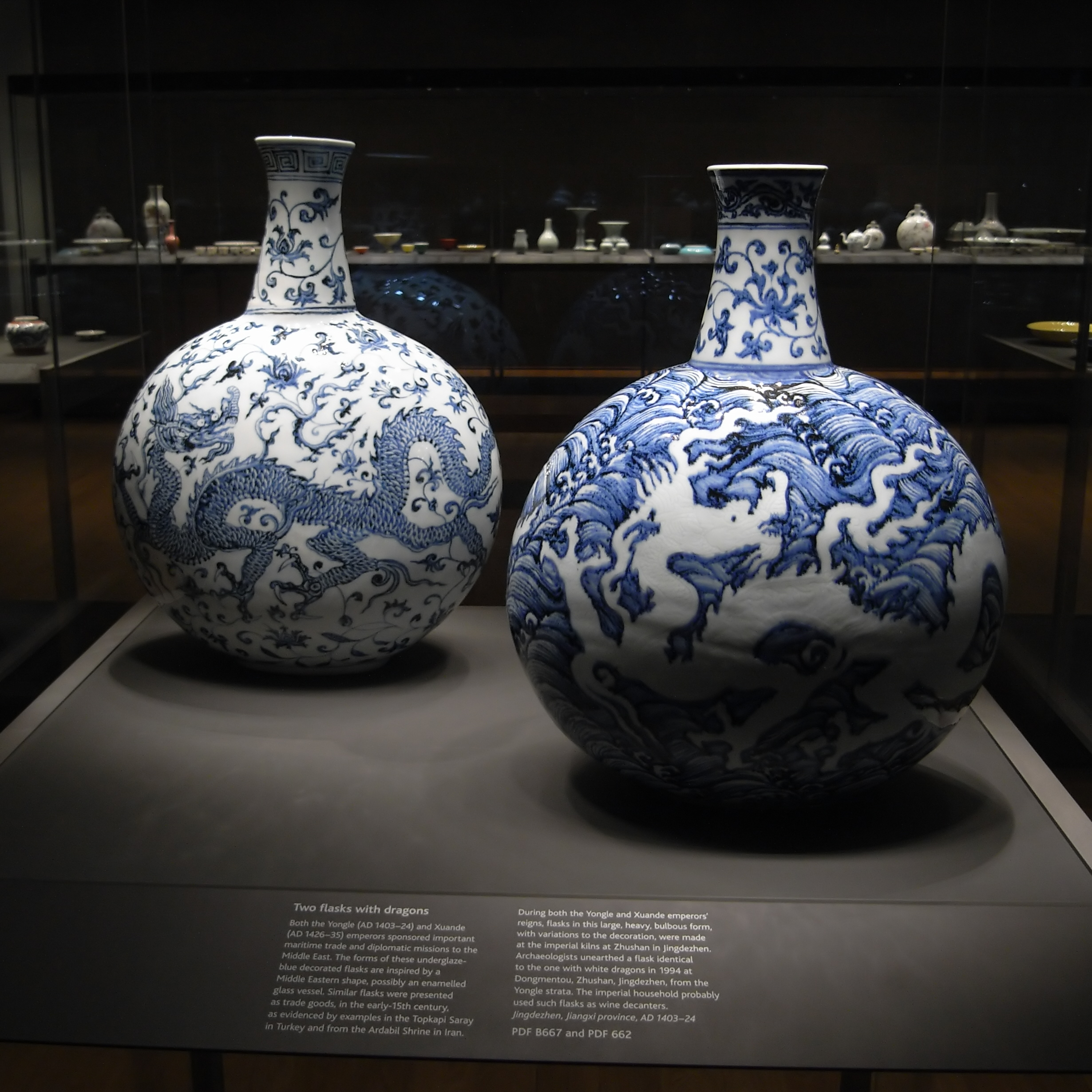
Des objets en porcelaine, semblables à ces flacons datant de l'époque de Yongle, étaient souvent utilisés comme marchandises à vendre au cours des expéditions. (British Museum)

Les marchandises transportées par les navires de la flotte se répartissent en trois grandes catégories : les cadeaux à offrir aux souverains, les articles destinés à l'échange de marchandises ou au paiement de marchandises à prix fixe et à faible taux (pièces d'or, d'argent, de cuivre et papier-monnaie), et les articles dont la Chine a le monopole (muscs, céramiques et soieries). On raconte que les marchandises chinoises déchargées dans un port indien étaient parfois si nombreuses qu'il fallait des mois pour établir le prix de tous les articles,. De son côté, Zheng He rentre en Chine avec de nombreux produits servant de tribut, tels que de l'argent, des épices, du bois de santal, des pierres précieuses, de l'ivoire, de l'ébène, du camphre, de l'étain, des peaux de cerf, du corail, des plumes de martin-pêcheur, des écailles de tortue, différentes gommes et de la résine, de la corne de rhinocéros, du bois de sapan et du carthame (pour les teintures et les médicaments), des tissus de coton indiens et de l'ambre gris (pour les parfums). Les navires ramènent même des animaux exotiques, tels que des autruches, des éléphants et des girafes. Les importations provenant des voyages fournissent de grandes quantités de biens variés et exotiques, qui alimentent ensuite les différentes industries chinoises. Par exemple, il y a tellement d'oxyde de cobalt en provenance de Perse, que l'industrie de la porcelaine de Jingdezhen peut compter sur un approvisionnement abondant pendant des décennies après les voyages. Autre exemple, la flotte ramène de ses voyages de telles quantités de poivre noir que ce produit de luxe, autrefois coûteux, devient un produit courant dans la société chinoise,.
Les voyages de Zheng He permettent à l'économie de la Chine des Ming de prospérer et stimulent un commerce maritime devenu lucratif,. Les expéditions se transforment en une entreprise de commerce maritime, permettant aux Chinois de commencer à échanger et fournir des marchandises qui, à la base, ne sont pas chinoises. Cette évolution met en évidence le caractère commercial des voyages, qui permettent aux Chinois d'accroître les profits déjà considérables qu'ils tirent de leur commerce.
L'impact des expéditions sur le commerce est multiple :
- Mise en place du contrôle impérial sur les réseaux commerciaux privés locaux[250]
- Extension des relations tributaires, plaçant ainsi le commerce sous la supervision de l'État[250]
- Établissement de transactions supervisées par la cour dans les ports étrangers, générant ainsi des revenus substantiels pour les deux parties[250]
- Augmentation de la production et de la circulation des marchandises dans toute la région[250]

Les voyages provoquent un augmentation soudaine de l'offre sur le marché eurasien, où les exploits maritimes chinois en Asie entraînent des perturbations des importations vers l'Europe, avec des hausses de prix soudaines au début du 15e siècle.
Des proclamations impériales sont adressées aux rois étrangers, ce qui signifie qu'ils peuvent soit se soumettre et recevoir des récompenses, soit refuser et subir le courroux chinois en étant écrasés militairement par les troupes de la flotte,. Les rois étrangers doivent réaffirmer leur reconnaissance du statut supérieur de l'empereur chinois en versant un tribut. Les souverains qui se soumettaient reçoivent en retour une protection politique et des récompenses matérielles,. De nombreux pays se mettent à verser un tribut à la Chine des Ming et, si la flotte de Zheng He assure le transport aller-retour des nombreux envoyés étrangers en Chine, certains d'entre eux voyagent par leurs propres moyens.

### Géographie et société

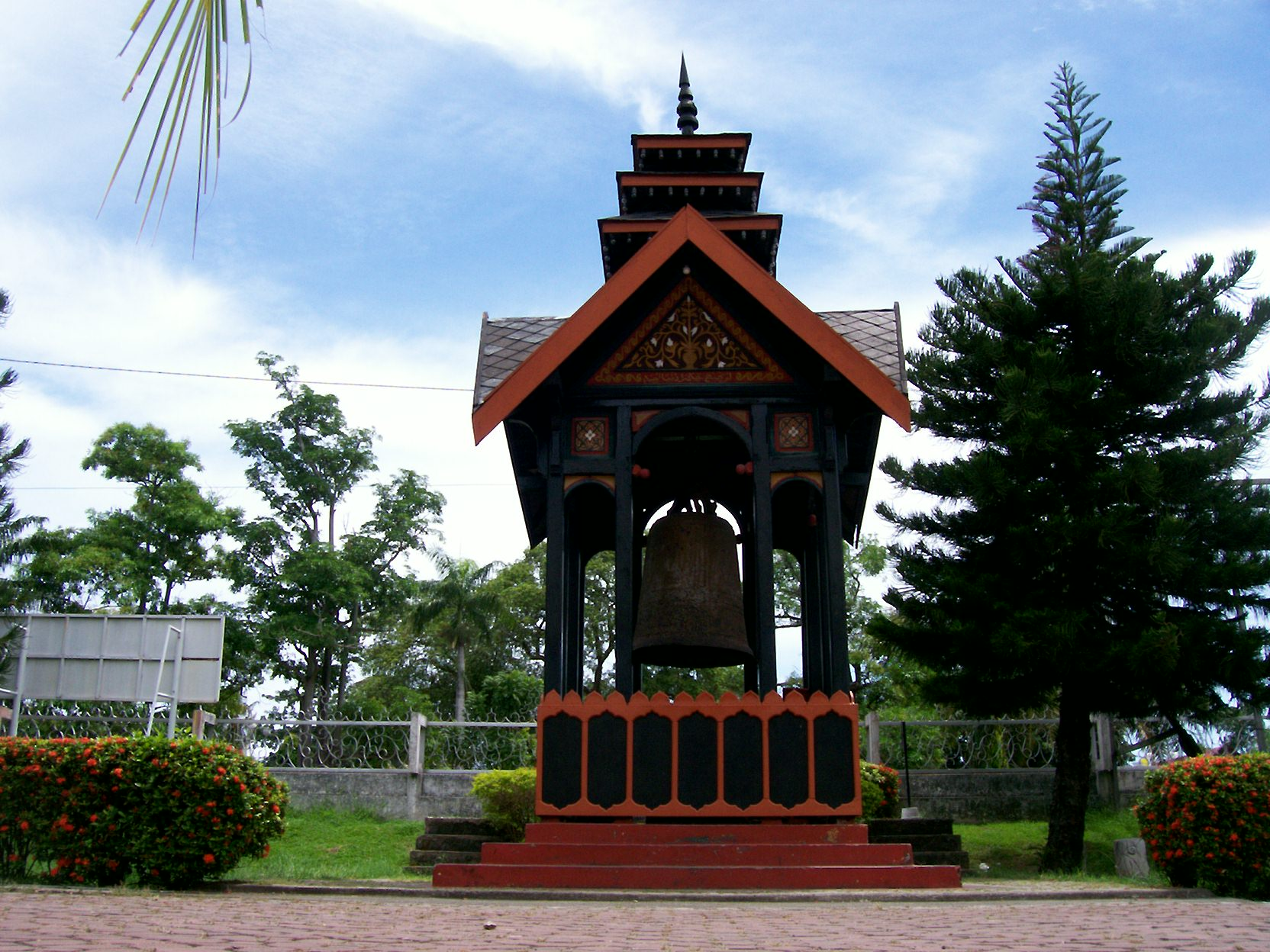
La cloche de Cakra Donyal, un cadeau fait par Zheng He à Samudera (Aceh State Museum)

Lors des différentes expéditions maritimes de Zheng He, la flotte navigue dans les eaux équatoriales et subtropicales de la mer de Chine méridionale et de l'océan Indien, où elle dépend des vents de la mousson pour se déplacer,. C'est pourquoi les navigateurs de la flotte organisent précisément les voyages en tenant compte des schémas périodiques de la mousson tropicale et subtropicale. Pour la route vers le sud, de Changle en Chine à Surabaya à Java, la flotte suit le vent du nord-est. Ensuite, elle traverse l'équateur, où le vent du nord-est se transforme en vent du nord-ouest sous l'effet de la force de Coriolis, avant de suivre le vent du nord-ouest. À Java, la flotte attend l'arrivée du vent tropical du sud-est dans l'hémisphère sud et l'utilise pour naviguer vers Sumatra. Là, elle s'arrête, car le vent du sud-est devient un fort vent du sud-ouest à une latitude nord proche de l'équateur et attend l'arrivée de l'hiver, lorsque le vent du nord-est se met à souffler. La flotte profite alors de ce nouveau vent pour prendre la route du nord-ouest vers Calicut et Ormuz. Le voyage de retour a lieu à la fin de l'été et au début de l'automne, car les vents de la mousson sont alors favorables. La flotte quitte Ormuz avant l'arrivée de la mousson du sud-ouest dans l'océan Indien et profite du vent du nord pour se rendre d'Ormuz à Calicut en direction du sud. Pour le voyage vers l'est depuis Sumatra, la flotte utilise la mousson du sud-ouest qui commence alors à souffler dans l'est de l'océan Indien. Après avoir franchi le détroit de Malacca, la flotte rattrape le vent de sud-ouest qui souffle sur la mer de Chine méridionale pour retourner en Chine. Les conditions maritimes étant limitées par les vents de mousson, des escadrons sont régulièrement détachés de la flotte principale pour se rendre à des destinations spécifiques. Le premier point de séparation des navires est Sumatra, d'où une escadre se rend au Bengale. Le deuxième point est Calicut, d'où les navires se rendent à Ormuz ainsi qu'à d'autres destinations situées dans la péninsule Arabique et en Afrique de l'Est. À l'inverse, Malacca est le point de rendez-vous où les escadres se rassemblent pour la dernière étape du voyage de retour.
À chaque voyage, la flotte part de Sumatra pour naviguer vers l'ouest à travers l'océan Indien. Le nord de Sumatra est une région importante pour l'ancrage et le rassemblement de la flotte avant qu'elle ne traverse l'océan Indien vers Ceylan et le sud de l'Inde. Plus que ses richesses ou ses produits, c'est son emplacement qui rend cette région si importante pour la flotte. Ma a écrit que Samudera est la principale route vers l'océan Occidental et le qualifie de plus important port de rassemblement pour l'océan Occidental. Le voyage de Sumatra à Ceylan dure de deux à quatre semaines sans que l'on voie la terre. La première région de Ceylan à être aperçue par les équipages de la flotte après le départ de Sumatra est Namanakuli, la montagne la plus à l'est de l'ile (2,036 mètres d'altitude). Deux ou trois jours après l'avoir aperçue, la flotte du trésor ajuste son cap pour contourner le sud de Ceylan en passant au large de la ville portuaire de Dondra. Et c'est après une longue période en mer que la flotte finit par arriver dans un port de Ceylan, généralement à Beruwela, parfois à Galle. Les Chinois préfèrent Beruwela à Galle, même s'ils font escale aux deux endroits au cours des différents voyages. Ma qualifie Beruwela de « quai du pays de Ceylan ».
La Chine des Ming entretient des relations cordiales avec Calicut, ce qui s'avère précieux lorsqu'elle tente d'étendre le système tributaire aux États situés autour de l'océan Indien. Ma décrit Calicut comme étant le « grand pays de l'océan Occidental » et réagit positivement à la réglementation du commerce par les autorités de Calicut et à l'attention qu'elles portent aux poids et mesures,. Fei décrit Calicut comme le « grand port » des pays de l'océan Occidental.

### Navigation

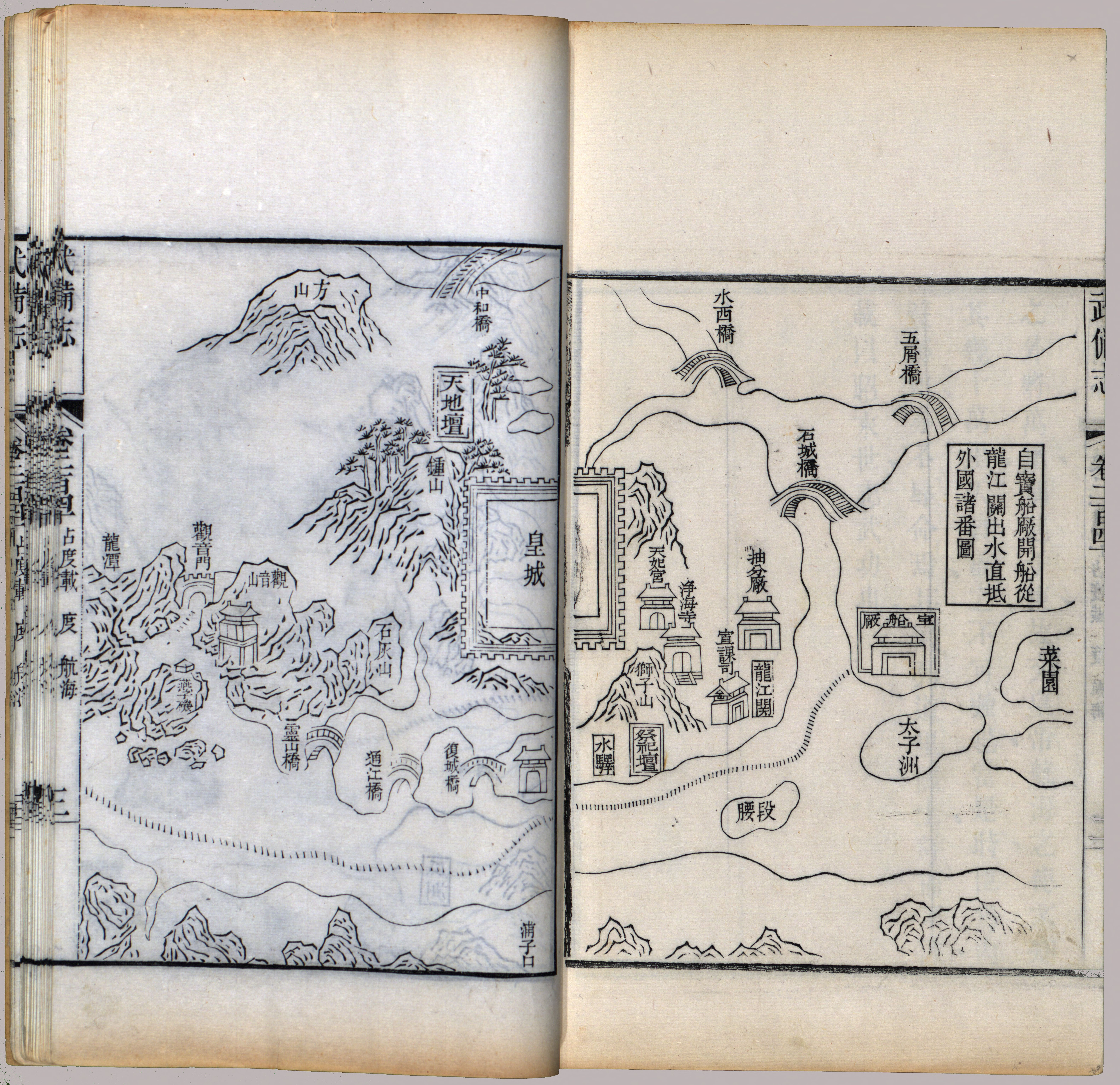
Section de la carte de Mao Kun (Bibliothèque du Congrès)

Au cours des voyages, la flotte acquiert et collecte un grand nombre de données de navigation, qui sont spécifiquement enregistrées par l'officier astrologue et ses quatre astrologues subalternes. Les données de navigation sont transformées en différents types de cartes par un bureau cartographique,, composé d'un officier astrologue, de quatre astrologues et de leurs commis. Il fournit aux commandants des expéditions les cartes de navigation nécessaires à leurs voyages. De nombreux exemplaires des cartes des expéditions sont conservés au ministère de la Guerre. Les pilotes maritimes locaux, les archives arabes, les archives indiennes et d'autres archives chinoises ont probablement fourni d'autres données de navigation.
Les itinéraires des voyages sont représentés sur la carte de Mao Kun. Cette carte figure dans le Wubei Zhi, compilé par Mao Yuanyi. Elle représente divers lieux géographiques, de Nanjing à Ormuz, ainsi que la côte de l'Afrique de l'Est, les itinéraires étant illustrés par des lignes en pointillés. Mills (1954) date les itinéraires indiqués sur cette carte d'environ 1422, car il pense que les données de navigation ayant servi à sa création ont été compilées au cours de l'expédition qui a lieu entre 1421 et 1422. Les itinéraires sont expliqués en faisant référence à des points cardinaux et des distances en quart; combinés à des références aux techniques de navigation, comme le sondage à main pour éviter les eaux peu profondes, et à l'astronomie, en particulier le long de la route nord-sud de l'Afrique où la latitude est déterminée par la hauteur des constellations par rapport à l'horizon. La carte de Mao Kun est accompagnée de quatre diagrammes stellaires utilisés pour déterminer la position du navire par rapport aux étoiles et aux constellations, sur des tronçons spécifiques de la route maritime utilisée par les expéditions de Zheng he.

### Croyances et cérémonies
« Le pouvoir de la déesse, qui s'était en effet manifesté dans les temps passés, s'est abondamment révélé à la génération actuelle. Au milieu des eaux tumultueuses, il arriva que, lors d'un ouragan, soudainement une lanterne divine apparaisse, brillant au sommet. en tête de mât, et dès que cette lumière miraculeuse est apparue, le danger a été apaisé, de sorte que même dans le péril de chavirer, on se sentait rassuré et qu'il n'y avait aucune raison d'avoir peur. »

— L'amiral Zheng He décrivant l'apparition sur le mât principal d'un navire de la « lanterne divine de Tianfei », le nom donné en Chine au phénomène naturel connu en occident sous le nom de feu de Saint-Elme.

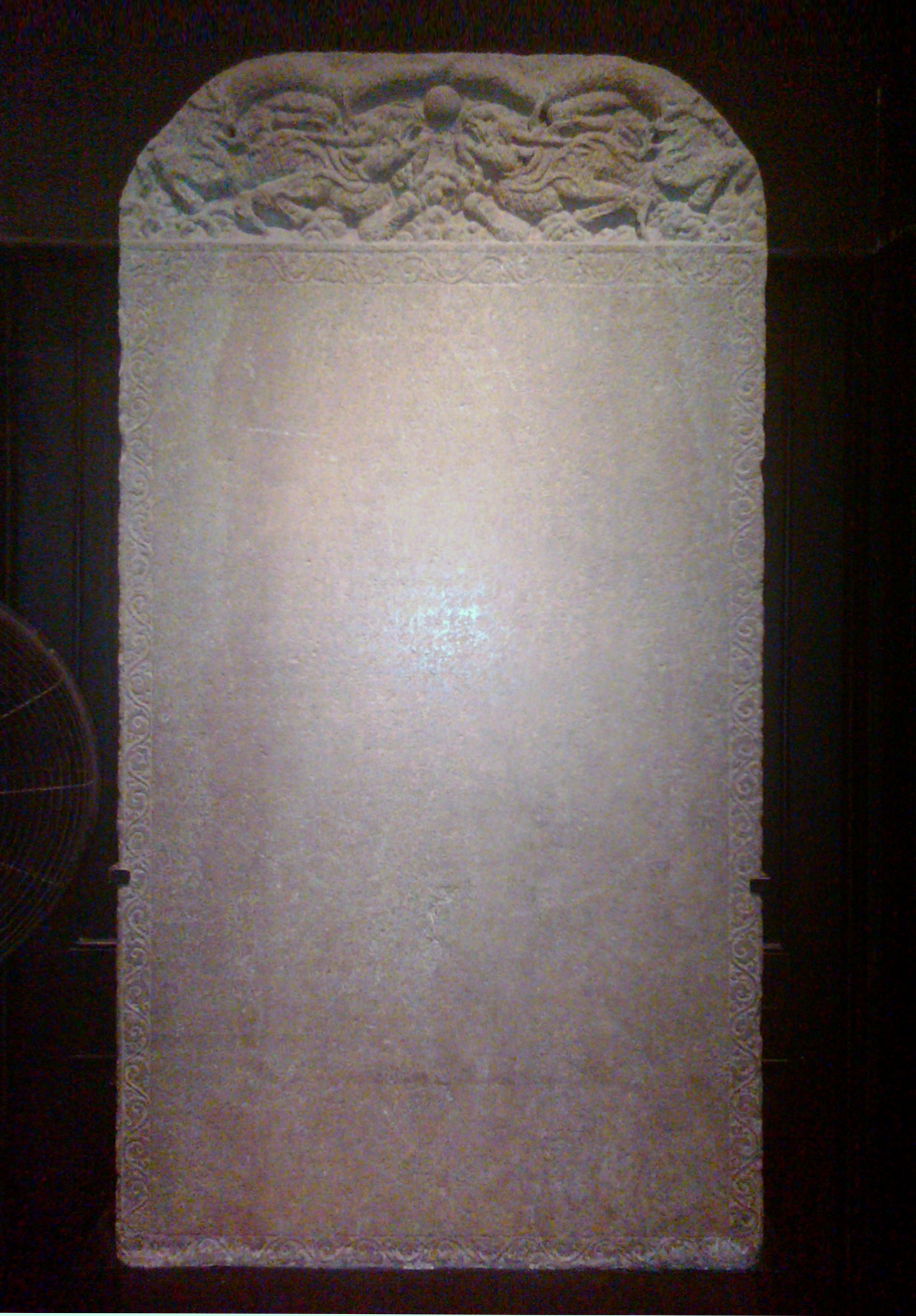
L'inscription trilingue de Galle, sur laquelle sont inscrites des louanges et des offrandes dédiées par les Chinois aux trois principales religions de Ceylan (musée national de Colombo).

Les croyances de l'équipage de la flotte chinoise sont centrées autour de Tianfei, la « princesse céleste » qui est la déesse des marins et des gens de mer. Les inscriptions de Liujiagang et Changle suggèrent que la vie de Zheng He est principalement définie par ses expéditions et que sa dévotion à Tianfei est sa principale croyance. Les deux inscriptions honorent et commémorent la déesse Tianfei. Zheng et ses associés installent ces inscriptions dans les temples de Tianfei à Liujiagang le 14 mars 1431 et à Changle entre le 5 décembre 1431 et le 3 janvier 1432. Ces inscriptions font référence à l'équipage témoin du feu de Saint-Elme lors de dangereuses tempêtes et l'interprétant comme un signe de protection divine par Tianfei. Les inscriptions de Liujiagang et Changle sont considérées comme les épitaphes des expéditions de Zheng.
À Galle, Ceylan, Zheng dépose une stèle portant un texte rédigé en trois langues daté du 15 février 1409,,. La partie en chinois fait l'éloge du Bouddha, celle en tamoul fait l'éloge du dieu local Tenavarai Nayanar (une incarnation de Vishnou) et celle en persan loue Allah. En plus de ces textes spécifiques, chaque section contient une liste d'offrandes, la même liste dans chaque langue. on trouve dans cette liste 1 000 pièces d'or, 5 000 pièces d'argent, 100 rouleaux de soie, 2 500 cattys d'huile parfumée et divers ornements en bronze,. Bref, les inscriptions trilingues de cette stèle nous montent que les Chinois rendent hommage aux trois religions dominantes à Ceylan,.
Le 20 septembre 1414, des envoyés bengalis offrent une girafe en hommage à l'empereur Yongle, au nom du roi Saif Al-Din Hamzah Shah du Bengale (r. 1410-1412). La girafe est présentée comme étant un qilin, mais l'empereur rejette cette association et ne veut pas que ses fonctionnaires envoient des mémoriaux élogieux faisant mention de l'apparition de bon augure d'un qilin pendant son règne.

### Chroniques officielles et littérature

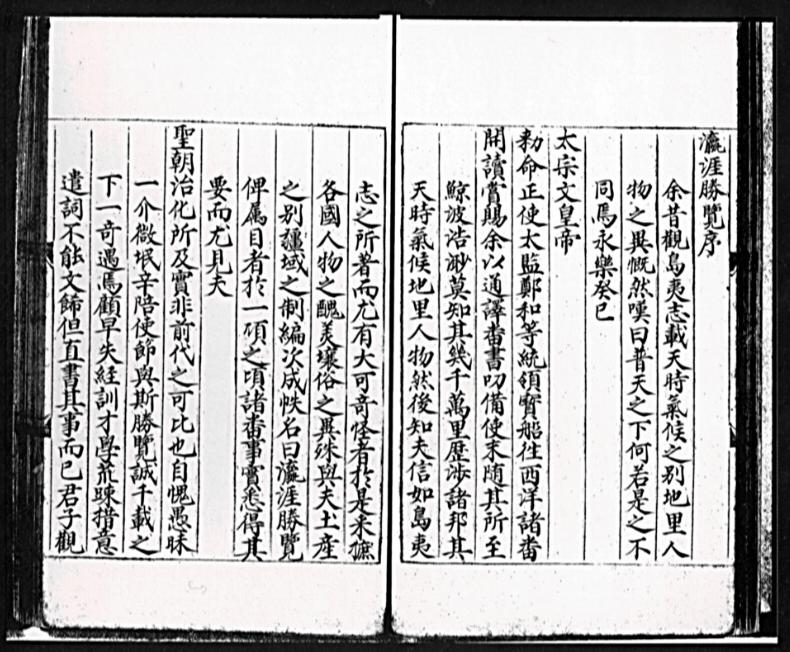
Pages d'une copie du Yingya Shenglan de Ma Huan

Il existe plusieurs récits contemporains des expéditions maritimes de Zheng He, dont le Yingya Shenglan de Ma Huan (chinois : 瀛涯勝覽), le Xingcha Shenglan de Fei Xin (chinois : 星槎勝覽), et le Xiyang Fanguo Zhi de Gong Zhen (chinois : 西洋番國志),,. Ma sert d'interprète lors des quatrième, sixième et septième voyages,; tandis que Guo Chongli est le collaborateur de Ma sur le Yingya Shenglan et participe à trois des expéditions. Fei sert comme soldat lors des troisième, cinquième et septième expéditions,. Enfin, Gong est le secrétaire privé de Zheng lors du septième voyage,. Ces trois sources fournissent des observations sur les conditions politiques, économiques, sociales, culturelles et religieuses des pays visités tout au long des voyages. En outre, les inscriptions de Liujiagang et de Changle rédigées par Zheng He et ses associés sont considérées comme des documents précieux et des sources valables.
Le Ming Shilu [明實錄] fournit de nombreuses informations sur les expéditions,, en particulier sur les échanges d'ambassadeurs. Cet ouvrage est divisé en sections individuelles (Shilu), chacune couvrant le règne d'un empereur Ming et étant composée après la mort du souverain par un bureau d'histoire nommé par le Grand Secrétariat (en). Zheng vit sous les règnes de cinq empereurs, mais il n'en sert directement que trois. Il est mentionné dans le Taizong Shilu du règne de Yongle, le Renzong Shilu du règne de Hongxi et le Xuanzong Shilu du règne de Xuande. Le Taizong Shilu combine les deuxième et troisième voyages en une seule expédition, ; une erreur reproduite telle quelle dans le Mingshi, l'histoire officielle de la dynastie utilisant le ming Shilu comme source principale,. La confusion de ces deux voyages en un seul a amené à considérer à tort que le voyage de Zheng à Palembang de 1424 à 1425 est le sixième voyage, afin d'arriver au décompte de sept voyages,,. Cependant, le Liujiagang et la stèle de Changle font une distinction claire entre le deuxième et le troisième voyage, indiquant de manière précise que le deuxième voyage se déroule de 1407 à 1409 et le troisième voyage de 1409 à 1411,,.
Un certain nombre d'ouvrages postérieurs aux expéditions ont également été conservés. Les descriptions des voyages contenues dans le Mingshi [明史] (1739) et le Xiyang Chaogong Dianlu (chinois : 西洋朝貢典錄) (1520) de Huang Xingzeng s'appuient sur l'édition originale du Yingya Shenglan de Ma Huan. Le Wuxuebian (chinois : 吾學編) de Zheng Xiao, rédigé vers 1522, est basé sur le Yingya Shenglandu; mais pas l'édition originale, uniquement celle réécrite par Zhang Sheng,. Lorsqu'il rédige son Qianwen Ji (lit: « Une chronique des choses (que j'ai) entendues autrefois ») vers 1526, Zhu Yunming y inclus l'intégralité du texte de son Xia Xiyang (chinois : 下西洋), qui fournit un itinéraire détaillé du septième voyage,. Parmi les autres textes, on trouve le Shuyuan Zaji (chinois : 菽園雜記) (1475) de Lu Rong, le Shuyu Zhouzilu (chinois : 殊域周咨錄) (1520) de Yan Congjian et le Kezuo Zhuiyu (chinois : 客座贅語) (vers. 1628) de Gu Qiyuan. Autre ouvrage tardif précieux, le Wubei Zhi (chinois : 武備志) (1628) de Mao Yuanyi, qui a permis de préserver la carte de Mao Kun (chinois : 茅坤圖), qui est basée en très grande partie sur les données recueillies lors des expéditions.
Le Sanbao Taijian Xia Xiyang Ji Tongsu Yanyi (chinois : 三寶太監下西洋記通俗演義) (1597) de Luo Maodeng est un roman relatant les exploits de Zheng et de sa flotte,. Dans la préface, Luo affirme que la puissance maritime chinoise est essentielle au maintien de l'ordre mondial. Dans l'œuvre de Luo, Zheng navigue sur les océans à la recherche d'un sceau impérial sacré pour rétablir l'harmonie dans l'Empire du Milieu. Finlay (1992) remarque que l'histoire suggère que, puisque Zheng ne trouve jamais ce sceau, l'ordre mondial ne peut être rétabli autrement que par l'usage de la force militaire. Le roman de Luo contient une description des différentes classes de navires avec leurs tailles :
- 36 bateaux-trésors à neuf mâts (baochuan), mesurant 44. 4 par 18 zhang[298]
- 700 bateaux-chevaux à huit mâts (machuan), mesurant 37 par 15 zhang[298]
- 240 navires à grains à sept mâts, ou navires de ravitaillement (liangchuan), mesurant 28 par 12 zhang[298]
- 300 navires à billettes à six mâts, ou transports de troupes (zuochuan), mesurant 24 par 9,4 zhang[298]
- 180 navires de combat à cinq mâts, ou navires de guerre proprement dits (zhanchuan), mesurant 18 par 6,8 zhang[298]

Dreyer (2007) affirme que cet ouvrage n'a que peu ou pas de valeur probante en tant que source historique, mais note également que Duyvendak pense qu'il pourrait contenir quelques informations réalistes.
Le Kezuo Zhuiyu et le Shuyu Zhouzilu décrivent ce qui est arrivé aux archives officielles des expéditions. L'empereur Chenghua a donné l'ordre de récupérer les documents concernant les expéditions dans l'océan Occidental, dans les archives du ministère de la Guerre, soit là où ils auraient dû être déposés. Mais le fonctionnaire Liu Daxia (chinois : 劉大夏) avait caché et brûlé les documents,. Liu a rejeté les récits, les considérant comme des « exagérations trompeuses de choses bizarres très éloignées du témoignage des oreilles et des yeux des gens »,,.
Le Shuyu Zhouzilu rajoute les éléments suivants au récit de la destruction des archives: Xiang Zhong (chinois : 項忠), qui est alors le ministre de la Guerre, envois un commis pour récupérer les documents, mais il ne les trouve pas après plusieurs jours de recherche,. C'est alors que Liu finit par avouer et justifier ses actes auprès de Xiang en déclarant que « les expéditions de Sanbao vers l'océan occidental ont gaspillé des dizaines de myriades d'argent et de céréales, et de plus les personnes qui ont trouvé la mort [lors de ces expéditions] peuvent être comptées par myriades. Bien qu'il soit revenu avec des choses merveilleuses, quel bénéfice en a tiré l'État ? Il s'agit simplement d'une action de mauvais gouvernement que les ministres devraient sévèrement désapprouver. Même si les anciennes archives étaient encore conservées, elles devraient être détruites afin de supprimer [une répétition de ces choses] à la racine »,. Selon le Shuyu, Xiang Zhong aurait été impressionné par cette explication,.
Selon le Mingshi, le Xuanzong Shilu et le Mingshi Jishi Benmo (chinois : 明史紀事本末), les documents archivés auraient été détruits pour empêcher l'eunuque Wang Zhi (chinois : 汪直) de les consulter pour préparer son invasion du Viêt Nam. Dreyer (2007) note que Liu ne pouvait pas avoir accès aux documents en question et émet des doutes sur sa prétendue implication. Enfin, Duyvendak (1939) affirme qu'à l'époque des faits, les fonctionnaires du ministère de la Guerre n'étaient pas assez influents pour empêcher la récupération des documents et suppose que Liu les a peut-être détruits avec l'approbation du ministre de la Guerre.
Les sources d'Asie du Sud-Est fournissent également des indices sur les expéditions de Zheng He, mais selon Suryadinata (2005) leur fiabilité doit être examinée de près, car ces histoires locales peuvent être entremêlées de légendes, tout en restant pertinentes dans la mémoire collective des personnes concernées. À titre d'exemple, il souligne les difficultés de la recherche sur le rôle des voyages chinois dans l'islamisation de Java et de Malacca, car ces activités ne sont pas mentionnées dans les chroniques chinoises et les récits locaux peuvent contenir plus de légendes que d'histoire.
Les sources arabes donnent des indications sur les dates d'arrivée de la flotte et sur le déroulement des événements en divers lieux de la péninsule Arabique, ce qui complète les calendriers généraux fournis par les sources chinoises. Elles donnent également des indications sur les échanges commerciaux, notamment sur les marchandises échangées et sur la valeur accordée aux marchandises ou aux cadeaux chinois. Le Tarih al-Yaman fi d-daulati r-Rasuliya (vers. 1440) est un exemple de texte arabe qui donne des indications sur les dates et les détails des échanges commerciaux. Le Qurrat al-Uyun fi Akhbar al-Yaman al-Maimun (1461–1537) décrit une rencontre entre le sultan Rassoulide al-Nasir Ahmad (r. 1400-1424) et des envoyés chinois; donnant l'exemple d'un souverain qui accepte volontiers le protocole requis dans le cadre d'une relation tributaire, ce depuis le point de vue des non-Chinois. Le Kitab as-Suluk li-ma rifat duwal al-muluk (1436–1442), un texte provenant du Sultanat mamelouk d'Égypte, décrit les contacts entre les Chinois et les souverains mamelouks, ce qui améliore la datation et la compréhension de l'expédition à La Mecque au cours du septième voyage.

### Héritage
« Il y a maintenant environ 80 ans que sont arrivés dans cette ville de Chalicut certains vaisseaux de chrétiens blancs, qui portaient leurs cheveux longs comme les Allemands, et n'avaient de barbe qu'autour de la bouche, comme en portent les cavaliers et les courtisans à Constantinople. Ils ont débarqué, portant une cuirasse, un casque et une visière, et portant une certaine arme [épée] attachée à une lance. Leurs navires sont armés de bombardes, plus courtes que celles que nous utilisons. Tous les deux ans, ils reviennent avec 20 ou 25 navires. Ils sont incapables de dire de quel peuple il s'agit, ni quelles sont les marchandises qu'ils apportent à cette ville, si ce n'est qu'elles comprennent des toiles de lin très fines et des objets en laiton. Ils chargent des épices. Leurs navires ont quatre mâts comme ceux d'Espagne. S'ils étaient Allemands, il me semble que nous aurions dû être informés de leur existence ; il est possible qu'ils soient Russes, s'ils ont un port dans cette région. À l'arrivée du capitaine, nous apprendrons peut-être qui sont ces gens, car le pilote de langue italienne, qui lui a été donné par le roi des Maures et qu'il a emmené contre son gré, est avec lui et pourra peut-être le dire. »

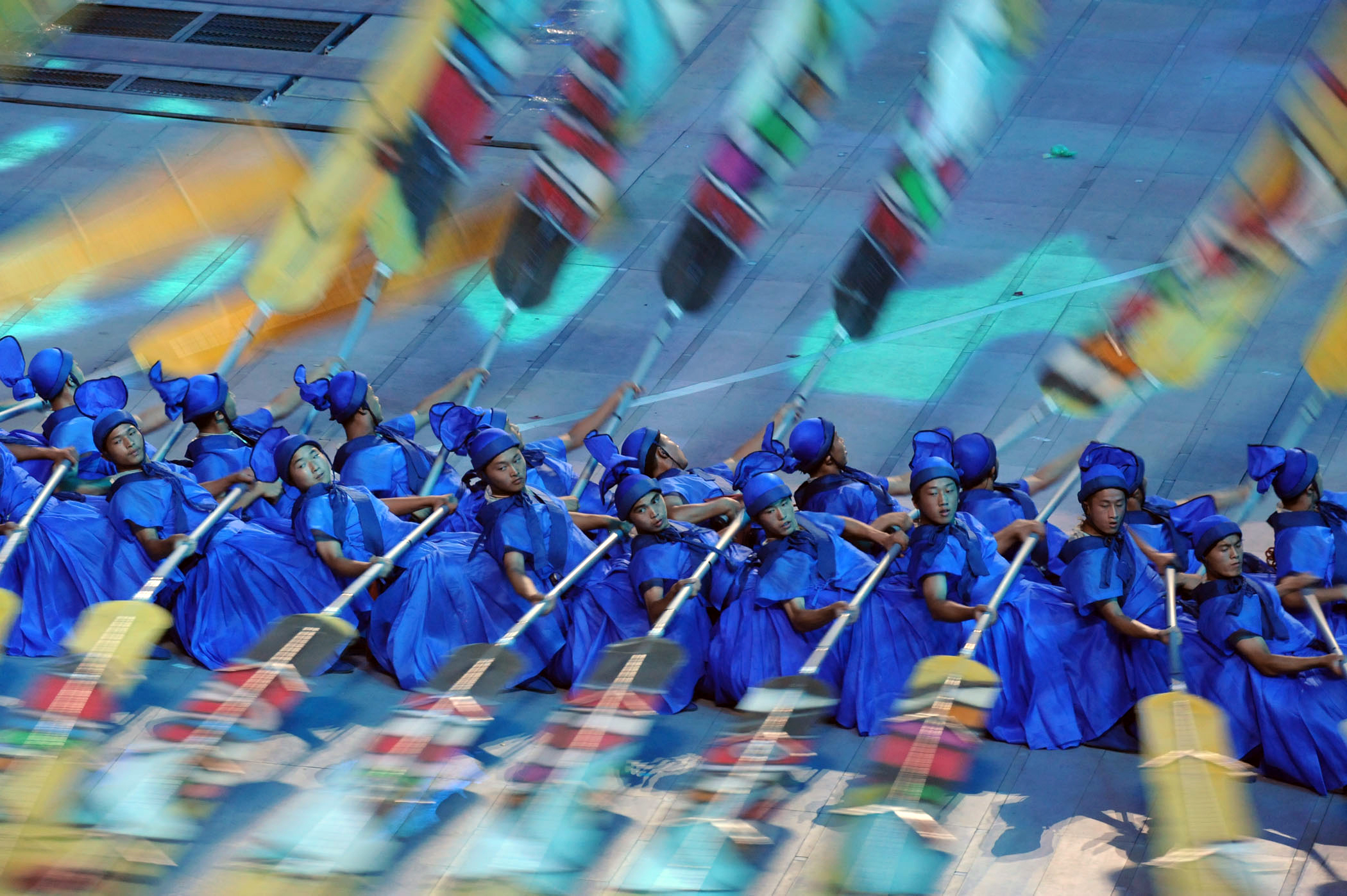
Un tableau de la cérémonie d'ouverture des Jeux olympiques d'été de 2008 représentant les voyages maritimes de l'ère Ming

En 1499, peu avant le retour de Vasco de Gama au Portugal après son voyage en Inde, Girolamo Sernigi indique dans ses comptes rendus de l'expédition que « certains navires de chrétiens blancs » avaient fait escale à Calicut, sur la côte de Malabar, plusieurs générations avant l'arrivée de Vasco. Il émet l'hypothèse que ces marins inconnus pourraient être des Allemands ou des Russes, mais conclut qu'ils apprendront peut-être qui sont ces gens lorsque les navires portugais arriveront sur place. Et effectivement, après son arrivée à Calicut, de Gama commence à entendre des récits d'hommes à la barbe pâle, qui ont navigué avec leurs navires géants le long des eaux côtières de Calicut il y a plusieurs générations. Les Portugais viennent de découvrir des traditions malabares qui préservent la mémoire des voyages de Zheng He, mais ils ne savent pas encore que ces récits concernent ses flottes. Ce n'est que plus tard qu'ils finiront par découvrir que ces marins inconnus étaient des Chinois. Les marins portugais auraient même été pris pour des Chinois à leur arrivée sur les côtes d'Afrique de l'Est, car, dans la mémoire des populations locales, les Chinois sont les derniers étrangers à la peau pâle à être arrivés par la mer, dans de grands navires en bois.
À la fin du XVIe siècle, Juan González de Mendoza écrit que « l'on voit clairement que [les Chinois] sont venus aux Indes en navigant, après avoir conquis tout ce qui est de la Chine, jusqu'à la partie la plus éloignée de celle-ci. [...] De sorte qu'à ce jour il y a un grand souvenir d'eux [...] Le même avis et le même souvenir sont là dans le royaume de Calicut, où il y a de nombreux arbres et fruits, dont les habitants de ce pays disent : ils ont été amenés là par les Chinois, alors qu'ils étaient seigneurs et gouverneurs de ce pays ».
Lors d'un discours prononcé à l'université de Harvard en novembre 1997, le président de la république populaire de Chine, Jiang Zemin, fait l'éloge de Zheng pour avoir diffusé la culture chinoise à l'étranger. De nombreux Chinois d'aujourd'hui estiment que ces expéditions ont été menées conformément aux idéaux confucéens. Depuis 2005,année du 600e anniversaire de la première expédition de Zheng He,, la Chine célèbre chaque année la Journée nationale de la mer le 11 juillet, afin de commémorer les expéditions de Zheng.
Bien que le récit populaire actuel puisse souligner la nature pacifique des voyages, notamment en ce qui concerne l'absence de conquête territoriale et d'assujettissement colonial, il ne tient pas compte de la forte militarisation de la flotte des Ming, visant à projeter la puissance chinoise et promouvoir ainsi ses intérêts. Dans le discours politique chinois d'aujourd'hui, alors que les capacités et les ambitions maritimes de la Chine se développent, les expéditions de Zheng He sont évoquées pour souligner l'émergence pacifique de la Chine moderne (en),. En établissant des parallèles entre la Chine contemporaine et le récit historique fourni par ces voyages, ce processus politique remplit plusieurs fonctions pour la Chine : il stimule la fierté nationale, façonne l'identité nationale, réaffirme l'identité maritime de la Chine, légitime le développement de la puissance maritime chinoise, donne l'image d'un développement harmonieux et pacifique, souligne l'interconnexion avec le reste du monde et contraste avec la nature violente du colonialisme occidental. À ce titre, les expéditions de Zheng He jouent un rôle narratif important dans le désir de la Chine de modifier son paradigme stratégique pour devenir une puissance maritime.